# Vall dels Temples
La Vall dels Temples (italià: Valle dei Templi) és un conjunt arqueològic a prop d'Agrigent (grec antic: Acragant), al sud de Sicília. És un dels exemples més destacats de l'arquitectura i art de la Magna Grècia així com Monument Nacional d'Itàlia. L'àrea es va declarar Patrimoni de la Humanitat de la UNESCO el 1997. El parc arqueològic i paisatgístic de la Vall dels Temples és la zona arqueològica més extensa del món amb 1.300 hectàrees.
És una de les principals destinacions turístiques de l'illa.

## Visió general
La vall dels Temples (que més aviat és una carena i no una vall) es caracteritza per la presència de les restes de set temples hexàstils d'estil dòric. Es començà a construir a partir del 580 aC; tots els temples de la vall foren construïts amb posterioritat a aquesta data.
L'adscripció dels noms dels temples, a part de l'Olimpièon, és una mera tradició establerta a l'època del Renaixement. Els temples són:
- Temple de la Concòrdia, el nom del qual prové d’una inscripció llatina trobada a prop, i que es va construir al segle v aC. Convertit en església al segle vi dC, ara és un dels més ben conservades de la vall.
- Temple d'Hera, també construït al segle v aC. Va ser cremat el 406 aC pels cartaginesos.
- Temple d'Hèracles, que era una de les divinitats més venerades de l'antiga Acragant. És el més antic de la vall: destruït per un terratrèmol, consta avui només de vuit columnes.
- Temple d'Olimpièon, construït el 480 aC per celebrar la victòria de la ciutat-estat sobre Cartago. Es caracteritza per l’ús d’atles a gran escala.
- Temple de Dioscurs. Tot i que les seves restes inclouen només quatre columnes, ara és el símbol d'Agrigent modern.
- Temple d’Hefest, també del segle v aC. Es creu que va ser una de les construccions més imponents de la vall; actualment és tanmateix un dels més erosionats.
- Temple d'Asclepi, situat lluny de les muralles de l'antiga ciutat; era l'objectiu dels pelegrins que buscaven remeis per a la malaltia.

La vall acull també la tomba de Teró, un monument de roca volcànica de notables dimensions en forma de piràmide, que es creu que fou erigit en memòria dels caiguts a la Segona Guerra Púnica.
Bona part de l'excavació i restauració dels temples és deguda als esforços de l'arqueòleg Domenico Lo Faso Pietrasanta (1783–1863), que va ser Duc de Serradifalco des de 1809 fins 1812. Durant el segle xx, l'excavació arqueològica va ser finançada principalment pel capità Alexander Hardcastle. Va permetre excavacions dins del parc arqueològic, inclòs el redreçament de les vuit columnes del costat sud del temple d'Hèracles. Per les seves contribucions a l'arqueologia va ser nomenat ciutadà honorari de la ciutat d'Agrigent i se li va concedir el 1928 el grau de Comandant de l'Orde de la Corona d'Itàlia.

## Detall dels temples

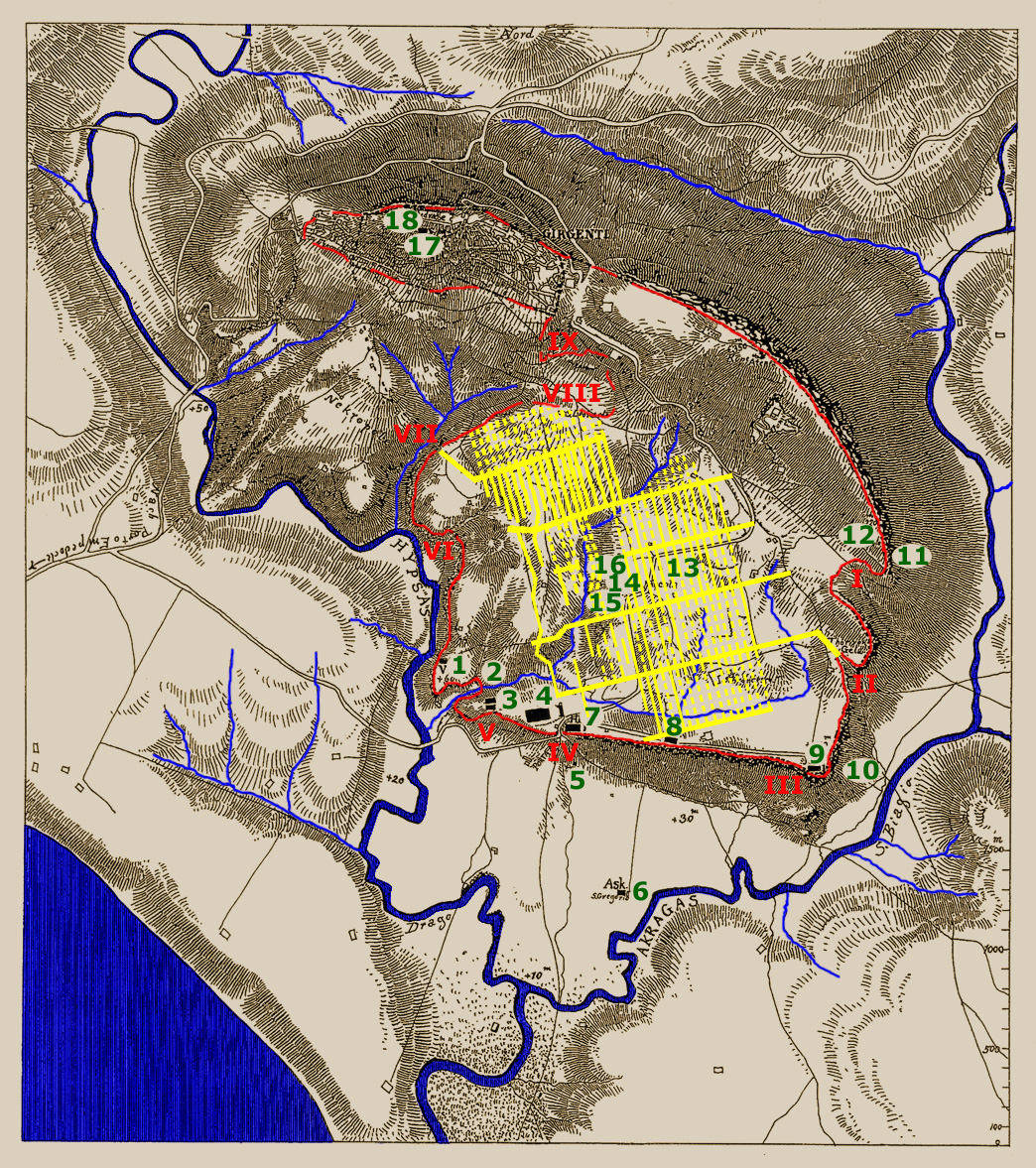
Plànol de la zona arqueològica d'Agrigent
1. Temple d'Hefest
2. Kolymbéthra
3. Santuari de les divinitats ctòniques i temple de Dioscurs
4. Olimpièon
5. Tomba de Teró
6. Temple d'Asclepi
7. Temple d'Hèracles
8. Temple de la Concòrdia
9. Temple d'Hera
10. Basilicula
11. Santuari de Demèter
12. Temple de Demèter
13. Barri hel·lenístic i romà
14. Turó de San Nicola, museu
15. Ecclésiastérion i oratori de Falaris
16. Bouleutérion
17. Temple d'Atena
18. Temple de Zeus

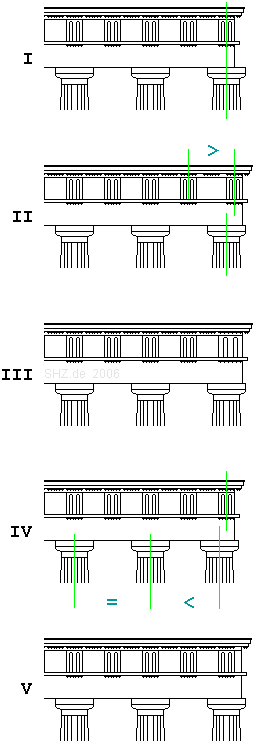
Cinc solucions al conflicte d'angles en els temples dòrics:
I. No fer res i deixar que l'última columna sobresurti.
II. Allargar la última mètopa.
III. Allargar l'últim tríglif.
IV. Disminuir l'espai entre les dues últimes columnes.
V. Afegir a l'extrem un segment buit.

| Temple                                       | Lloc                                 | Època                        | Tipus de construcció                | Superfície       | Columnes | Observacions                                                                                             |
| Temple de Zeus                               | Acròpoli                             | segle vi aC                  |                                     |                  | -        | probablement sota la Catedral de San Gerlando                                                            |
| Temple d'Hèracles (Temple A)                 | Parc arqueològic «Vall dels Temples» | al voltant de 500 aC         | dòric perípter                      | 25,34 × 67,00 m  | 6 × 15   | 8 columnes reconstruïdes al segle xx                                                                     |
| Temple d'Atena (Temple E)                    | Acròpoli                             | principis del segle v aC     | dòric perípter                      | 15,10 × 34,70 m  | 6 × 13   | sota l'església S.Maria dei Greci                                                                        |
| Olimpièon (Temple B)                         | Parc arqueològic «Vall dels Temples» | al voltant de 480 aC         | dòric pseudo-perípter               | 56,30 × 112,60 m | 7 × 14   | pseudo-perípter, té semi-columnes cegues, intercolumni emmurallat, entaulament amb el suport de telamons |
| Temple de Demèter (Temple C)                 | Acròpoli                             | De 480 aC a 470 aC           | dòric in antis                      | 13,30 × 30,20 m  | –        | sota l'església S.Biagio                                                                                 |
| Temple dels Dioscurs (Temple I)              | Parc arqueològic «Vall dels Temples» | meitat del segle v aC        | dòric perípter                      | 13,86 × 31,70 m  | 6 × 13   | es va tornar a reconstruir un angle al segle xix                                                         |
| Santuari de les deïtats ctòniques i temple L | Parc arqueològic «Vall dels Temples» | meitat del segle v aC        | dòric perípter                      | 17,20 × 38,80 m* | 6 × 13   | |
| Temple d'Hera (Temple D)                     | Parc arqueològic «Vall dels Temples» | de 460 aC a 450 aC           | dòric perípter                      | 16,90 × 38,15 m  | 6 × 13   | columnes i arquitrau del costat nord reconstruïts al segle xviii                                         |
| Temple d'Asclepi (Temple H)                  | al sud de la ciutat antiga           | segona meitat del segle v aC | dòric in antis a pseudo-opistodomos | 10,70 × 21,70 m  | –        | |
| Temple de la Concòrdia (Temple F)            | Parc arqueològic «Vall dels Temples» | al voltant de 440 aC         | dòric perípter                      | 16,92 × 39,44 m  | 6 × 13   | el millor conservat de tots els temples de Sicília                                                       |
| Temple d'Hefest (Temple G)                   | angle sud-oest de la ciutat antiga   | al voltant de 430 aC         | dòric perípter                      | 17,06 × 35,19 m* | 6 × 13   | |
| Oratori de Falaris                           | Turó de San Nicola                   | segle ii aC                  | pròstil jònic                       | 5,30 × 8,50 m    | 4        | |

## Descripció dels temples

### Temple d'Hera
El temple d'Hera, conegut també com a temple de Juno (l'equivalent romà d'aquesta deessa grega), fou construït al segle v aC i incendiat el 406 aC pels cartaginesos. Era el temple en què s'acostumaven a celebrar els casaments. És d'estil dòric perípter de 6 × 13 columnes, i té unes mides de 16,90 × 38,15 m. Conserva gran part de les columnes originals.
Es troba a l'extrem sud-est de l'altiplà. En realitat no es coneix a qui estava dedicat el temple: la seva atribució a Hera es basa únicament en una confusió antiga amb el temple d'Hera al cap Lacinio, prop de la ciutat calabresa de Crotona. Era el temple en què s'acostumaven a celebrar els casaments.
El temple d'Hera es va construir entre els anys 460 - 450 aC. És un temple construït sobre un basament (krépis) de quatre nivells, destinat a compensar les desigualtats del terreny. El conflicte d'angles consubstancial als temples dòrics es va solucionar d'una altra manera a, per exemple, el «Temple de la Concòrdia»: els angles nord, oest i sud van patir una simple contracció, és a dir únicament es va reduir la separació de les columnes de l'extrem, mentre que sobre la façana est no es va practicar cap contracció lateral, sinó només una reducció de l'espai entre les dues columnes centrals.
El temple fou incendiat l'any 406 aC pels cartaginesos, i més tard els romans el van reconstruir al segle i aC. Teules de terracota van substituir llavors a les de marbre. Actualment, 25 de les 34 columnes del peristil estan reconstruïdes. La columnata septentrional conserva, doncs, el conjunt dels seus capitells i el seu arquitrau, mentre que la cella està reduïda a elements de basament i bases de columnes.
A un costat hi ha l'altar de 29,3 m × 10 m, gairebé tan ampli como la cella, però inclinat respecte a aquesta. Es va trobar una cisterna darrere del temple, al costat oest.

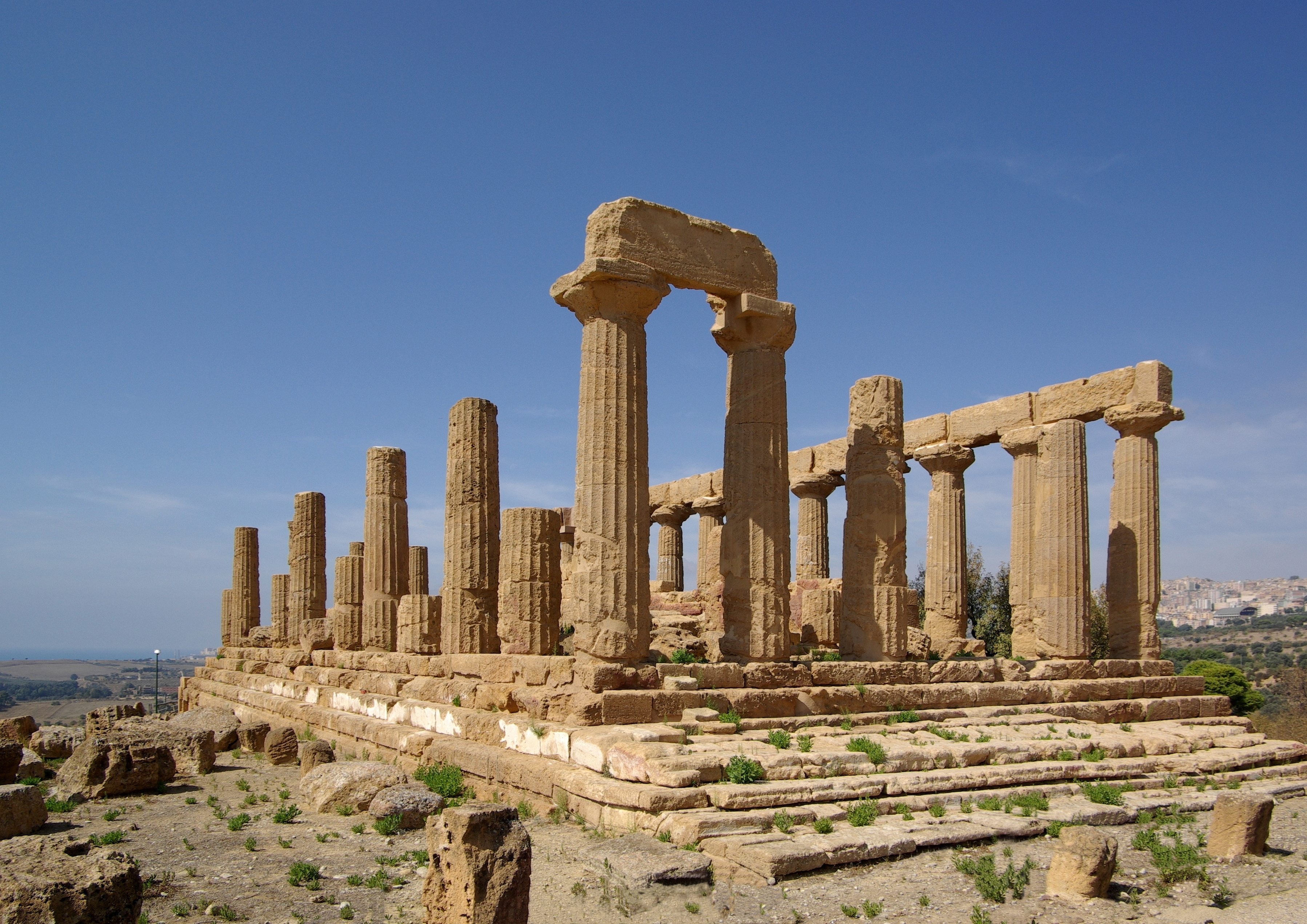
Temple d'Hera
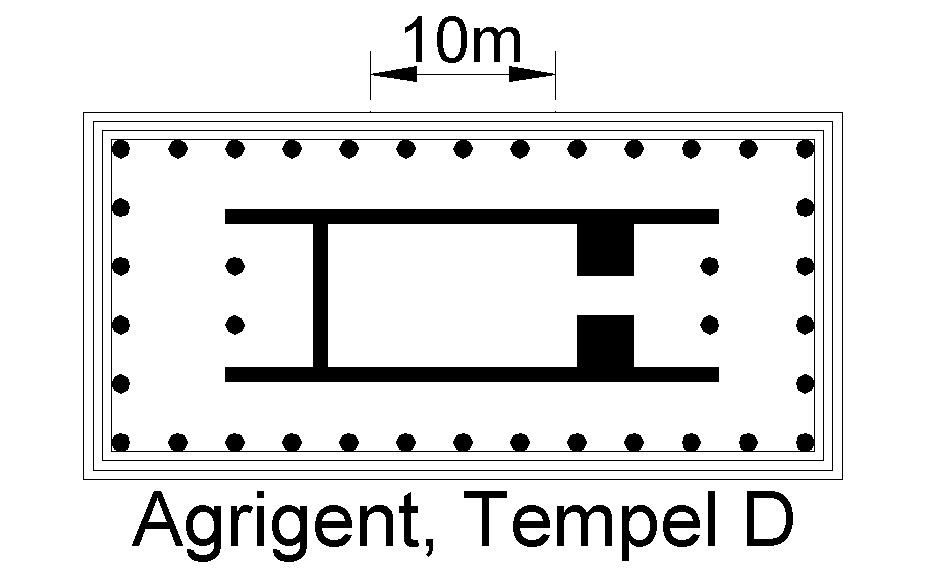
Temple d'Hera
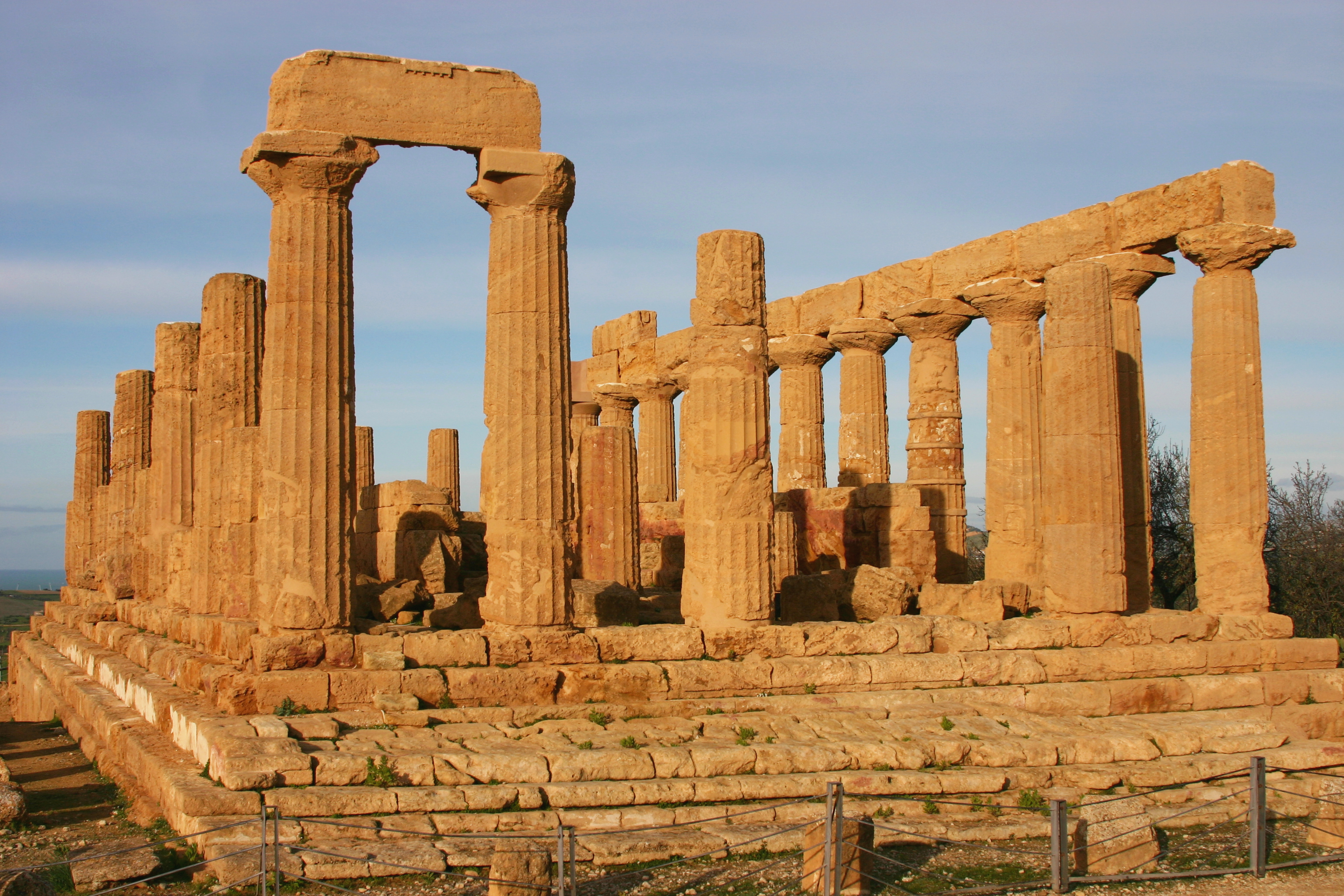
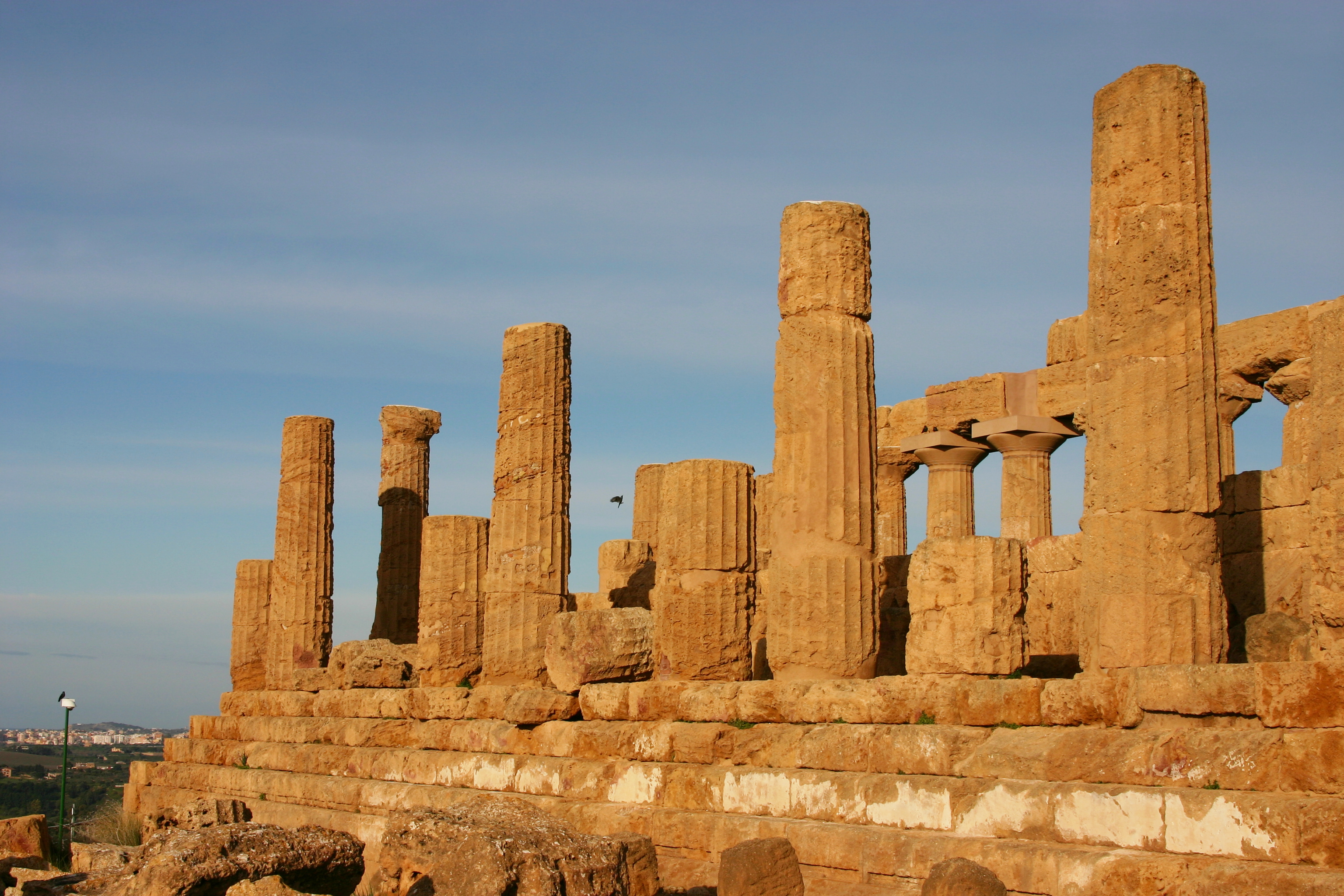
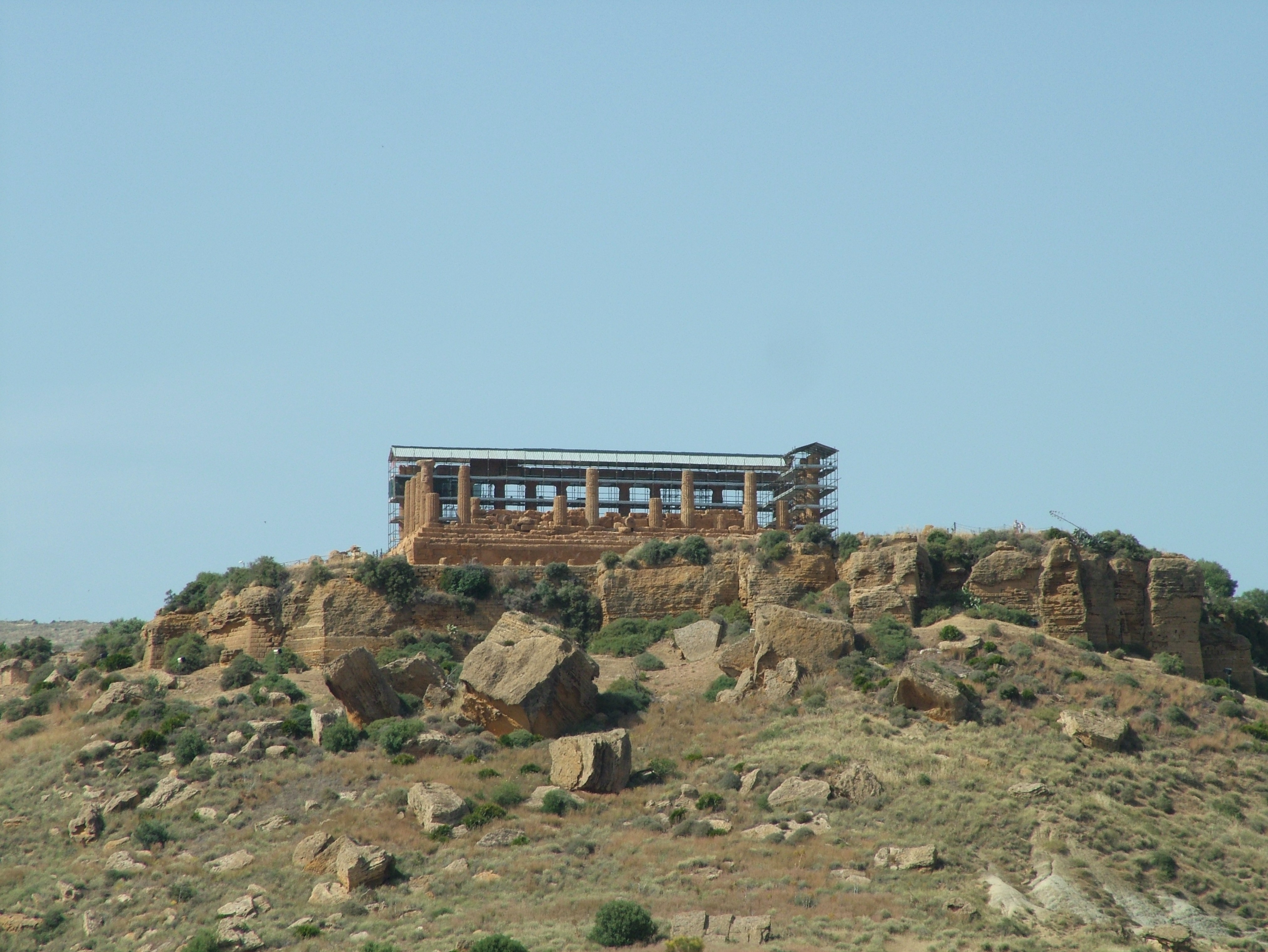
Vista des de la ruta SS 115
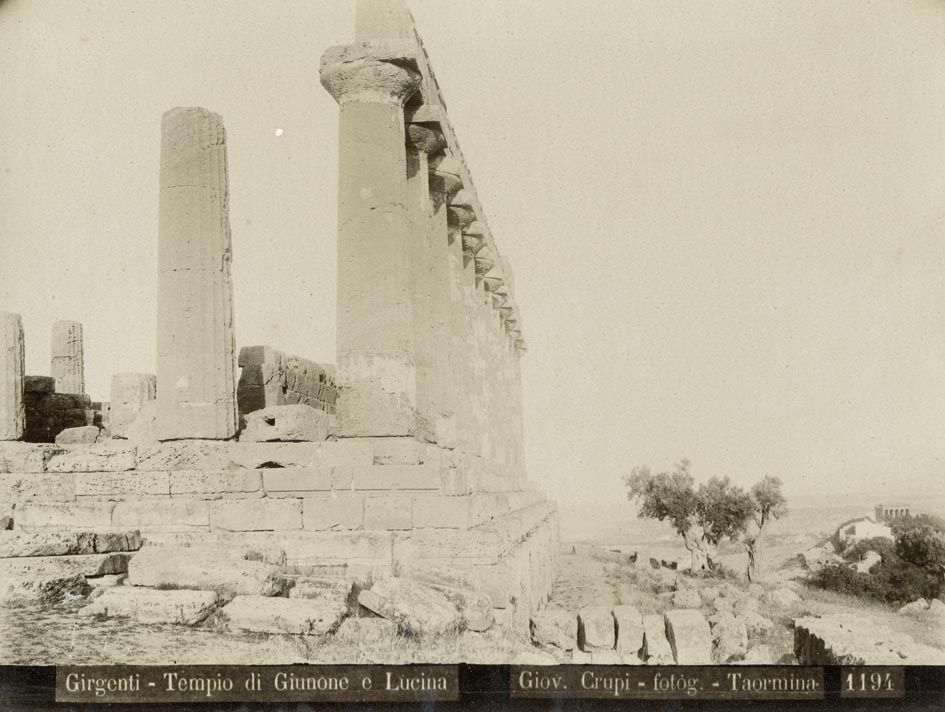
Cap al 1900, per Giovanni Crupi
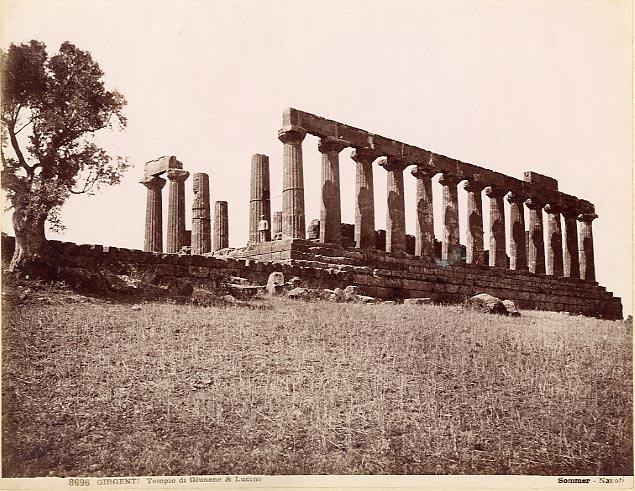
Temple d'Hera, per Giorgio Sommer
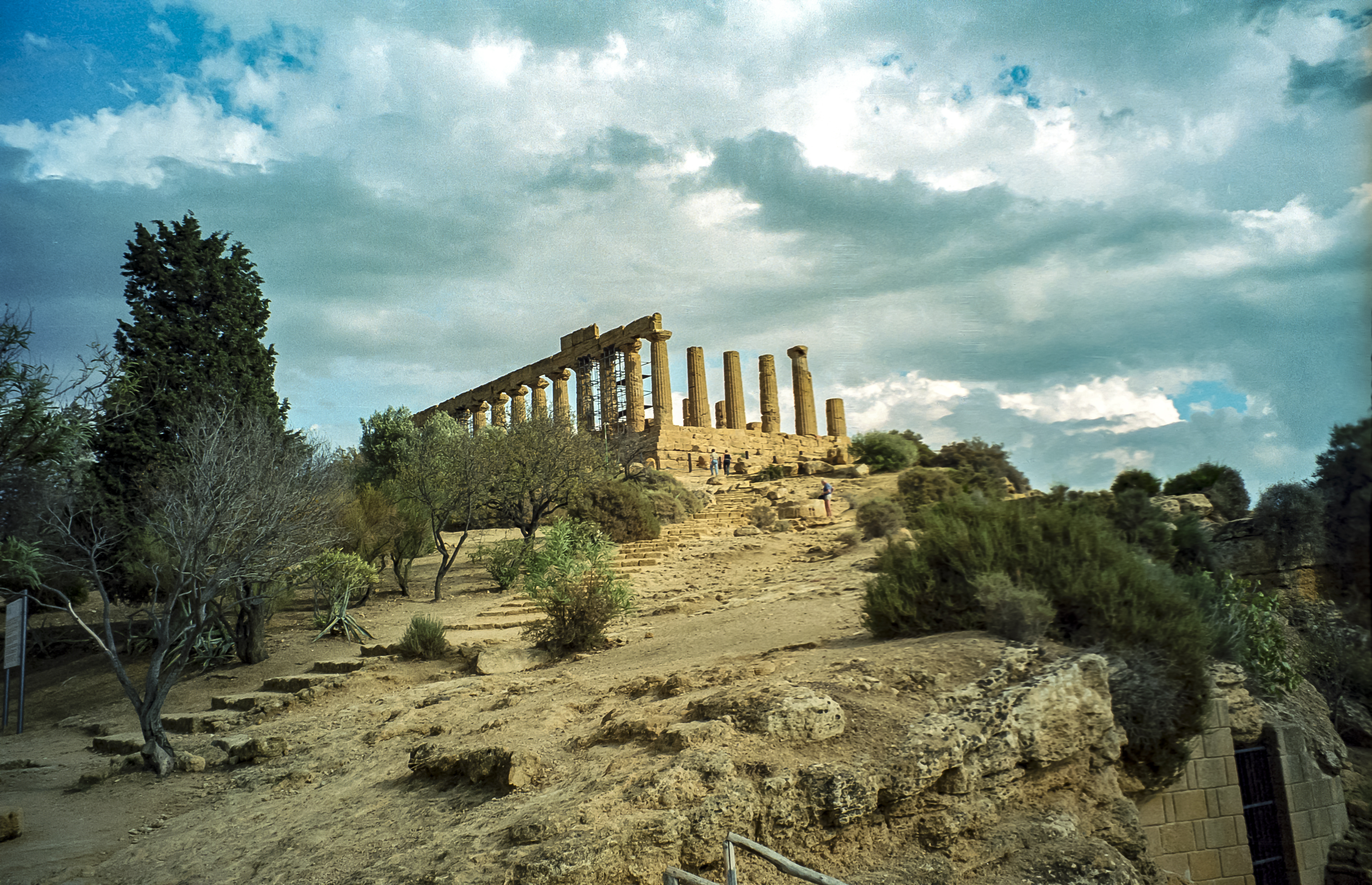

### Temple de la Concòrdia
El temple de la Concòrdia també fou construït al mateix segle v aC. Actualment és el més ben conservat. Es va transformar en temple sagrat al segle vi. És un dels temples més ben conservats de l'antiga Grècia, juntament amb el d'Hefest d'Atenes i el temple de Posidó a Paestum. És una de les més perfectes realitzacions de l'arquitectura dòrica. És perípter amb 6 × 13 columnes i mesura 16,92 × 39,44 m.
Rep el seu nom per una inscripció en llatí trobada prop del temple, en la que figurava la paraula llatina «concordia». Actualment es considera que va poder consagrar-se en realitat als Dioscurs, per creure que ja en temps dels grecs s'havien honrat allí a dues divinitats.
Es va construir en els anys 440-430 aC. Les desigualtats del terreny sobre el qual es construeix són superades per un basament (krépis) important. El seu pla es correspon a la forma més clàssica dels temples d'Agrigento: pronaos, naos, opistodomos i peristil.
El temple de la Concòrdia és, de tots els d'Agrigent, el que està construït amb major precisió. El problema dels extrems, consubstancial als temples dòrics (conflicte entre la regularitat de les mètopes i tríglifs d'una banda, i l'espaiat regular de les columnes per una altra) es va solucionar d'una manera inusual: es va procedir al mateix temps a l'estrenyiment de l'espai entre les dues últimes columnes i a la prolongació de l'última mètopa, per un millor efecte visual.
Les investigacions van posar de manifest també que les parts inferiors del temple s'adornaven amb estuc blanc, mentre que els frisos, les mètopes i les parts altes es pintaven de colors vius. La sostrada estava coberta amb teules de marbre.
L'any 597 fou transformat en església cristiana per voluntat del bisbe Gregori d'Agrigent. Gràcies a aquest fet, està notòriament intacte. Va fer del temple una basilica consagrada als apòstols Pere i Pau. Cadascuna de les parets de la cella va ser llavors perforada amb dotze arcades, i es van emparedar els intercolumnis, com encara es pot veure a la catedral de Siracusa. L'entrada es va perllongar sobre el costat occidental, el que va implicar la supressió de la divisió entre el naos i el opistodomos, mentre que la sagristia trobava el seu lloc en l'antic pronaos. L'església es va usar fins a l'any 1748, data en què es va restaurar el temple al seu estat inicial.

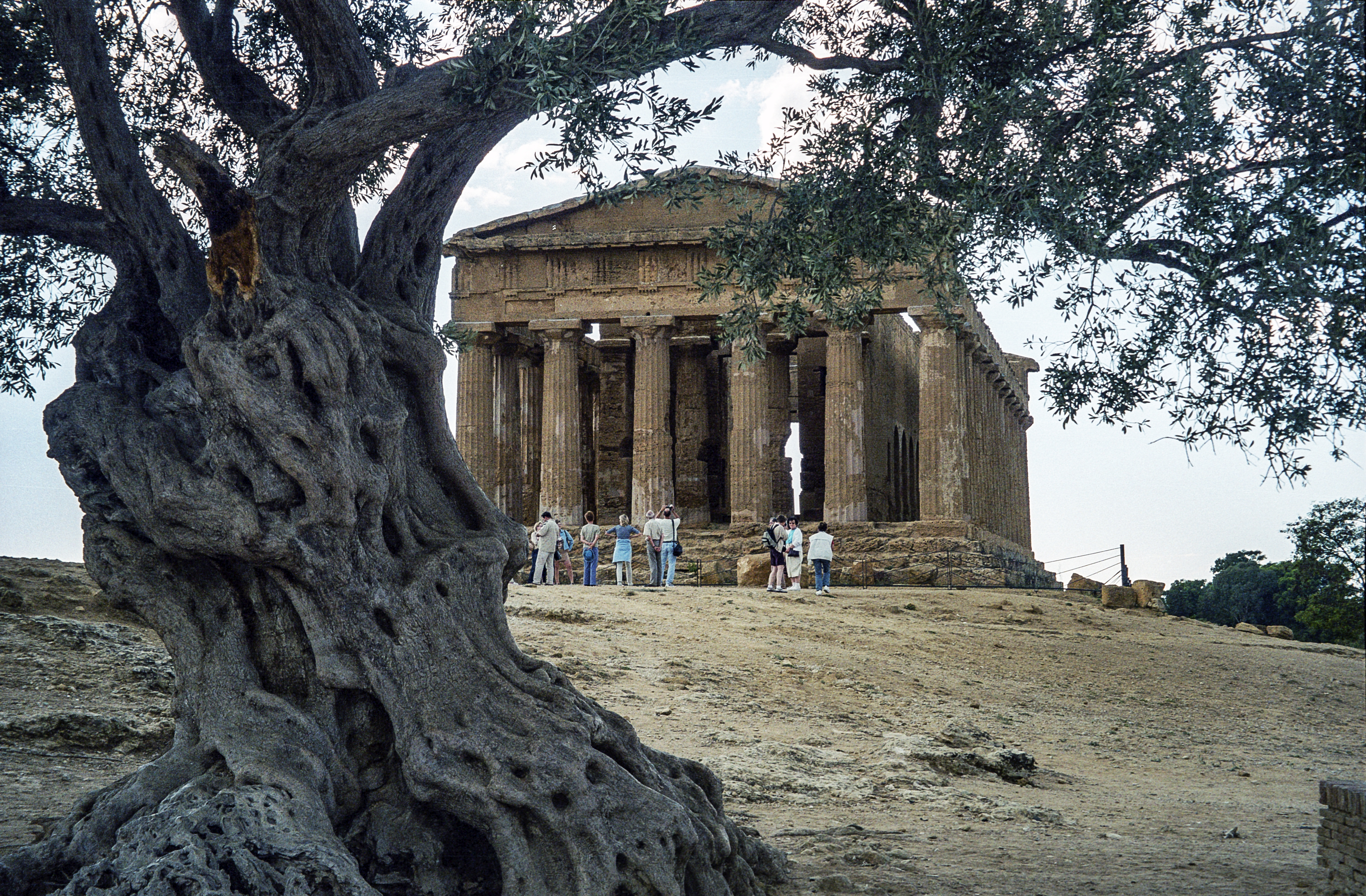
Temple de la Concòrdia
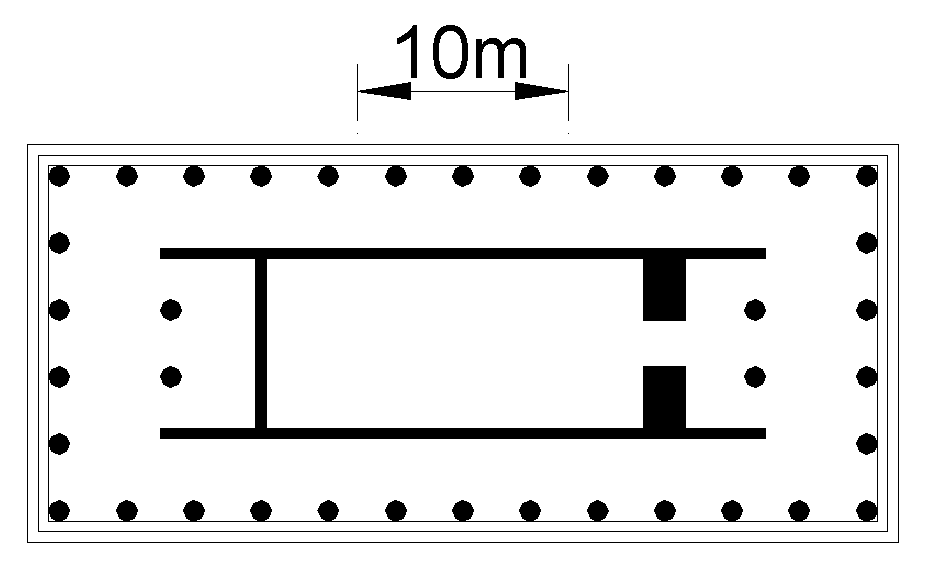
Temple de la Concòrdia
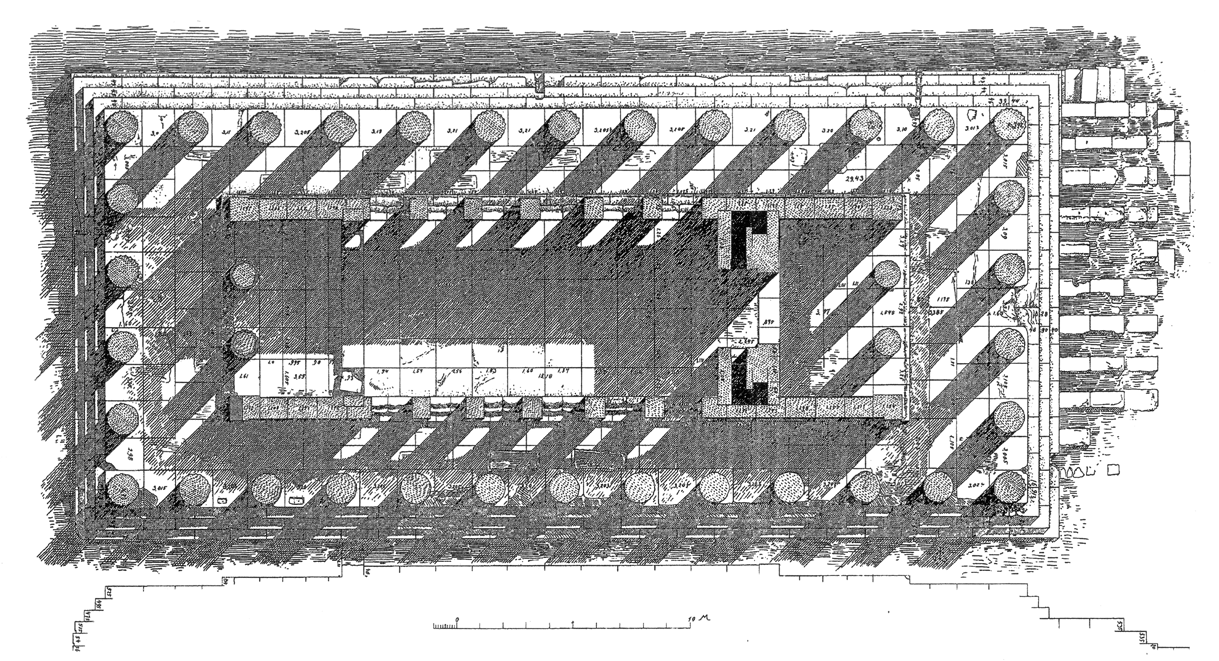
Per Robert Koldewey
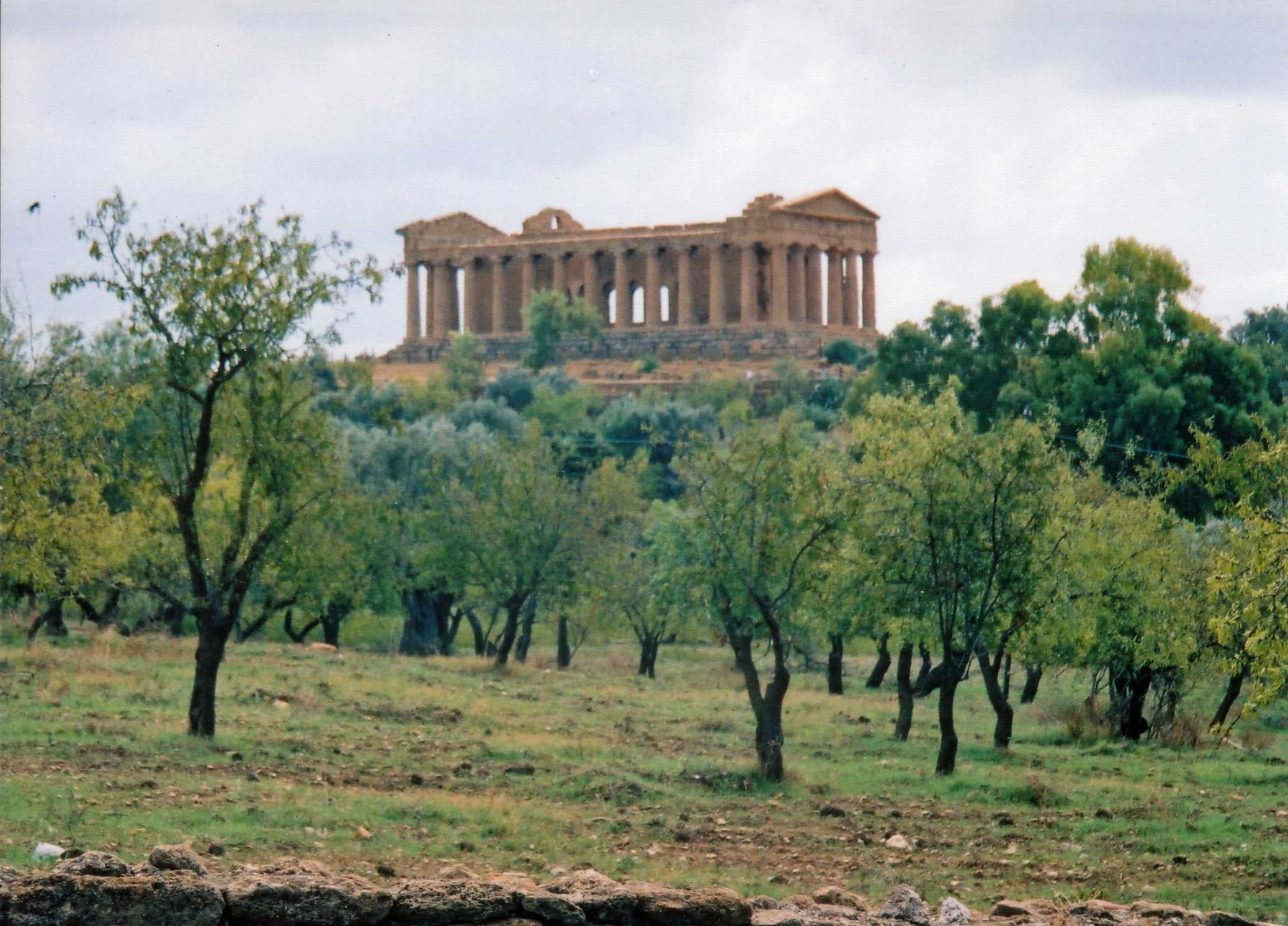
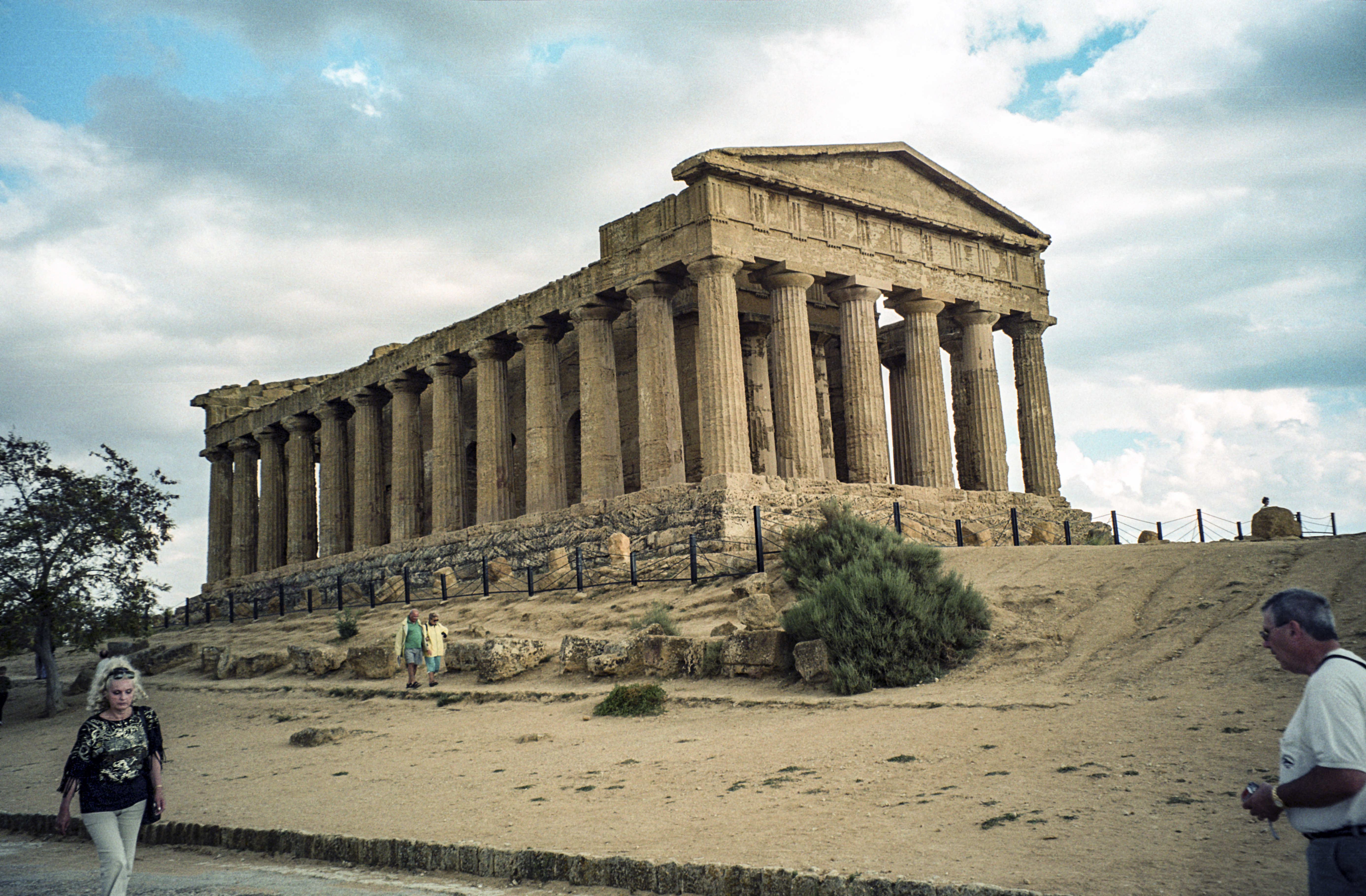
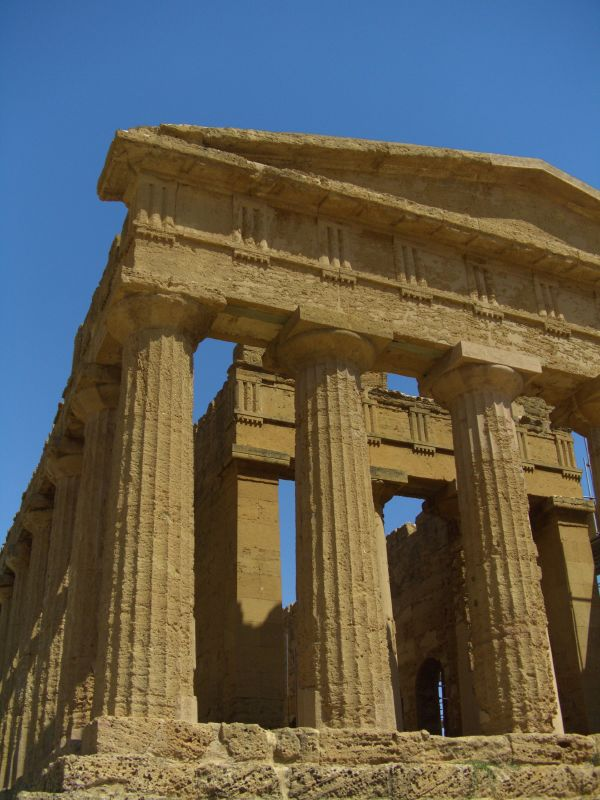
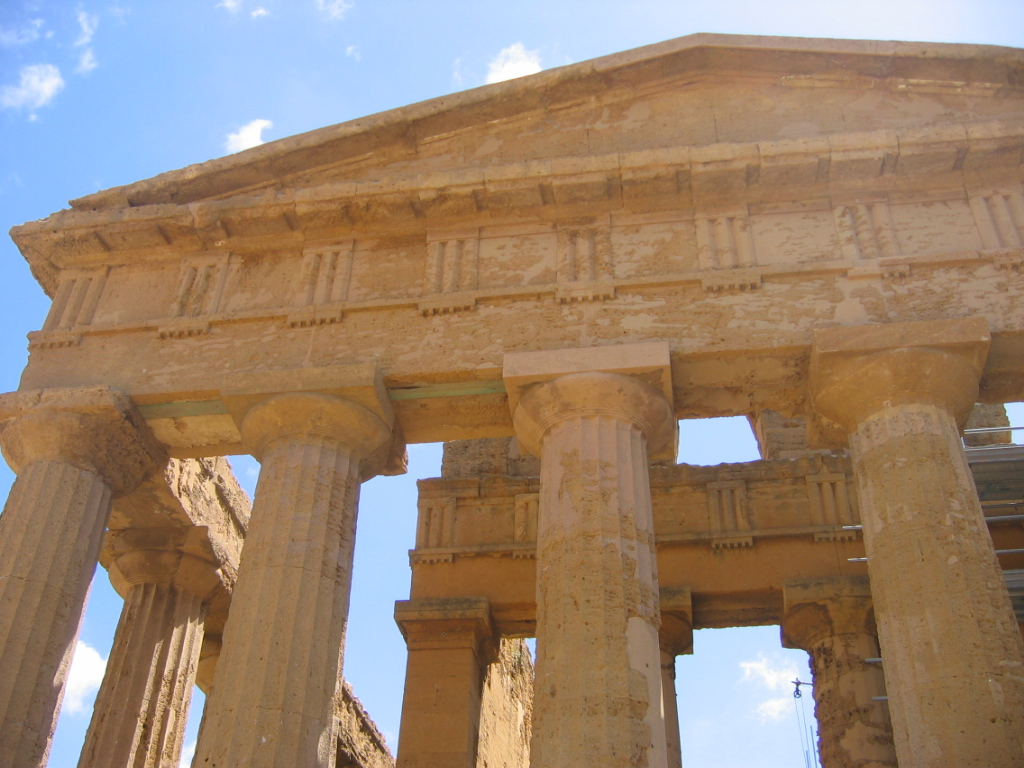
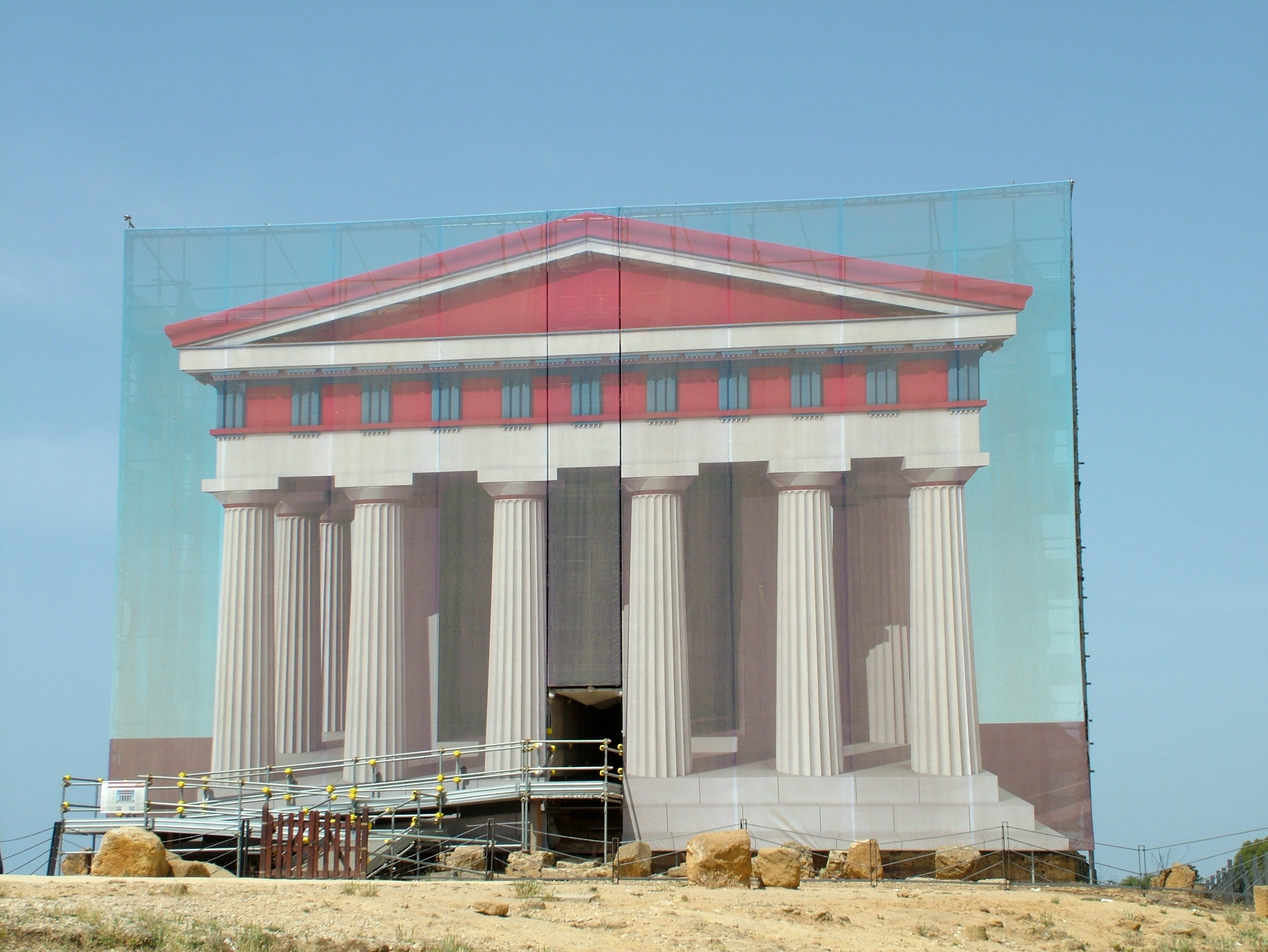
Reconstrucció en colors
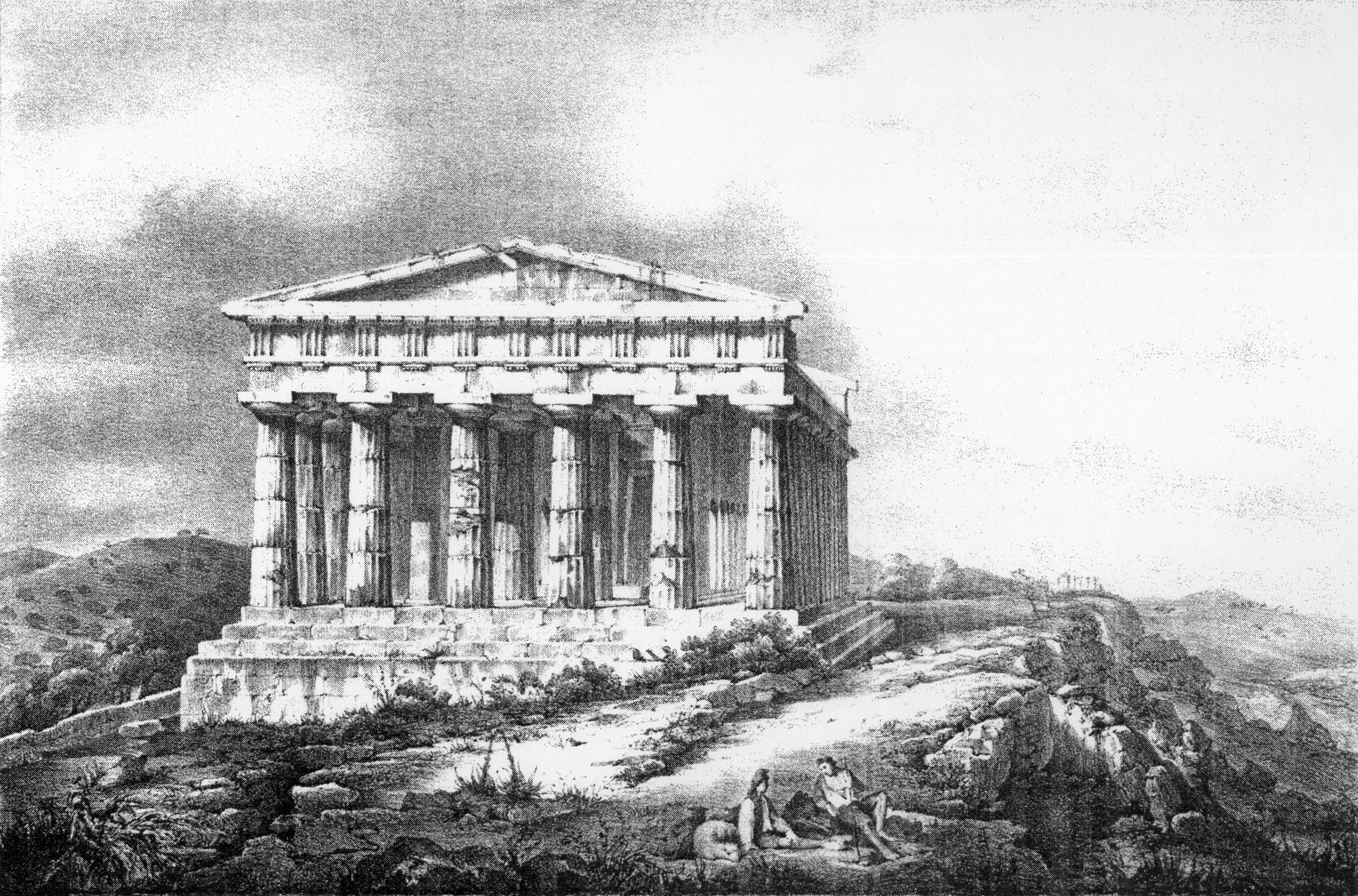

### Temple de Zeus Olímpic
El temple de Zeus Olímpic (o Olimpièon), edificat per honorar el déu homònim arran de la victòria del 480 aC contra els cartaginesos, es caracteritza per la presència dels anomenats telamons, estàtues de grans dimensions amb aspecte humà. És, amb diferència, el més gran de tots. Es tracta d'un temple dòric pseudoperípter amb unes dimensions excepcionals, de 56,30 × 112,60 m. Es creu que és el temple dòric més gran que s'ha construït mai, i el tercer entre els temples grecs.
Va ser construït pel tirà Teró d'Agrigent l'any 480 aC, després de la seva victòria sobre els cartaginesos en la Batalla d'Himera, a la glòria dels grecs vencedors dels bàrbars. La seva identificació com temple de Zeus es basa en el testimoni de Diodor Sícul, que en va deixar una descripció. A l'est del temple es troba encara l'altar sobre el qual es procedia a les hecatombes o sacrificis de cent caps de bestiar.
El basament (krépis) amb cinc grades suportava una sala hipòstila d'inspiració cartaginesa, composta de dues fileres de 12 pilars quadrats cadascuna, de 21 m d'alt, amb murs fins aproximadament mitja alçada. El peristil es componia també de pilars, 7 d'ample i 14 de llarg, d'una alçada de 17 m, amb mitges columnes unides per les cares, tot això formant masses de pedra de 4 m de diàmetre. Aquests pilars externs estaven connectats entre ells per divisions: per això es parla de temple «pseudoperípter». El peristil i les naus laterals estaven coberts, mentre que la cella en si seria probablement hípetre, és a dir, oberta al cel. El nombre de columnes a la façana era senar, trobant-se un pilar central en lloc de l'habitual accés cap a la cella; l'entrada es feia per dos pòrtics situats en els extrems de la façana est, donant accés directe a les naus laterals, així com, segons sembla, per una petita entrada practicada al mig del costat meridional.
Aquest temple es caracteritza per la presència dels anomenats telamons, estàtues colossals amb aspecte humà. Es trobaven en una espècie de nínxols creats a la part alta de les divisions situades entre les columnes exteriors. Aquestes estàtues tenien al voltant de 8 m d'alt i suportaven el pes de la coberta. Tenien trets cartaginesos i simbolitzaven als bàrbars vençuts, reduïts a l'esclavitud pels grecs. S'afegien a una representació del combat dels déus de l'Olimp contra els gegants, tallada sobre el frontó est del temple. L'any 1825, el pintor i arqueòleg Rafaello Politi va fer reconstruir a terra un d'aquests gegants, a partir de elements dispersos. El gegant visible sobre el lloc és una còpia, atès que l'original es troba exposat, en posició vertical, al Museu arqueològic d'Agrigent.
Encara que aparentment aquest temple es va usar, sembla que mai es va acabar; la construcció es va abandonar després de la invasió cartaginesa de l'any 406 aC. Les seves pedres més petites es van reutilitzar àmpliament en construccions de segles posteriors, com els embarcadors de Porto Empedocle (segle xviii).

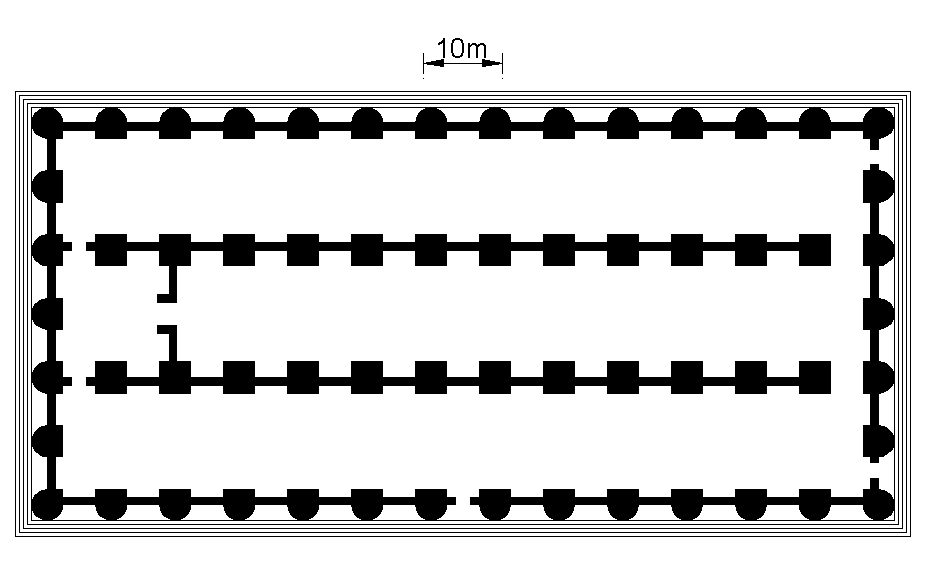
Temple B (Olimpièon)
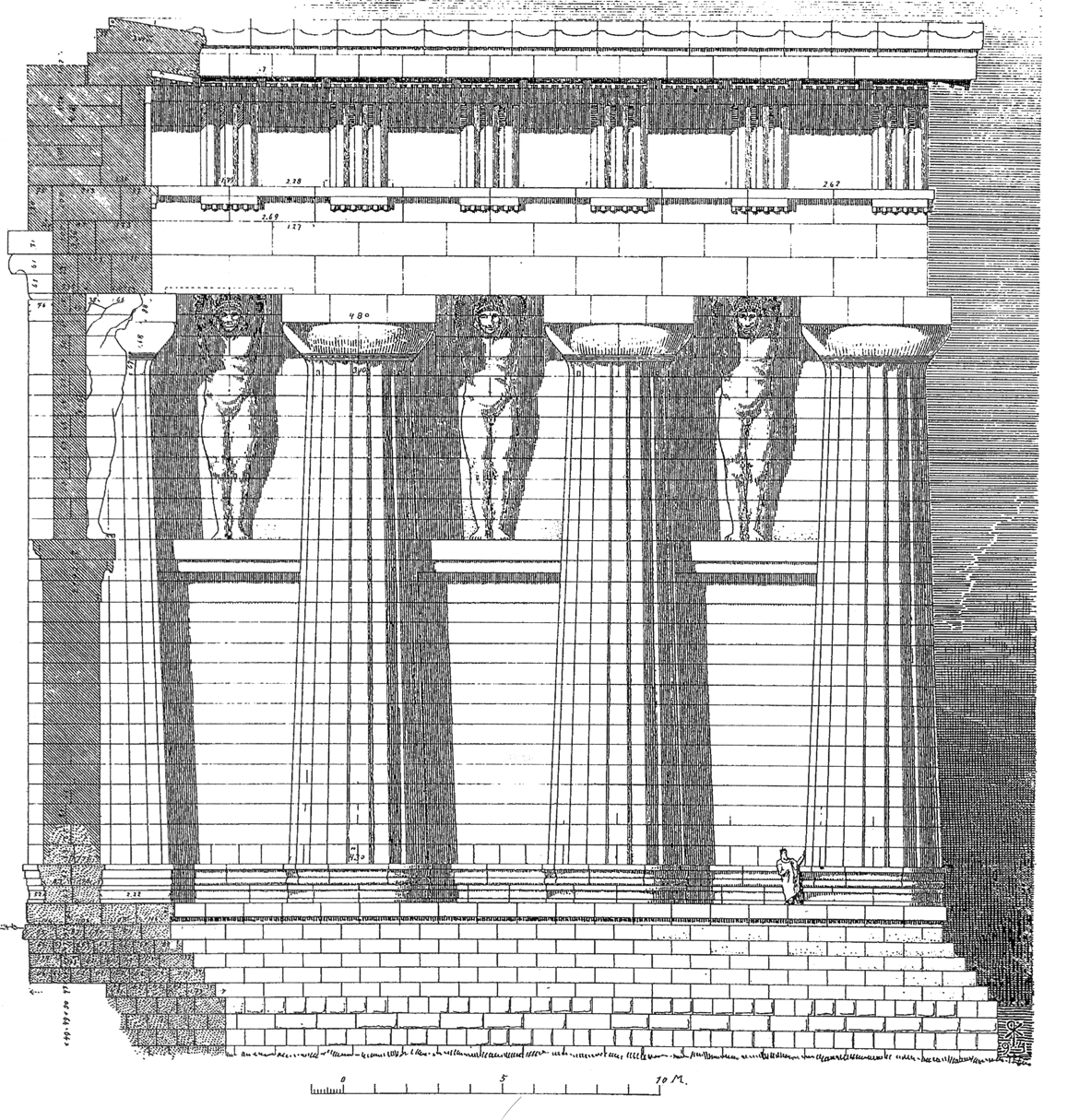
Olimpièon, per Robert Koldewey
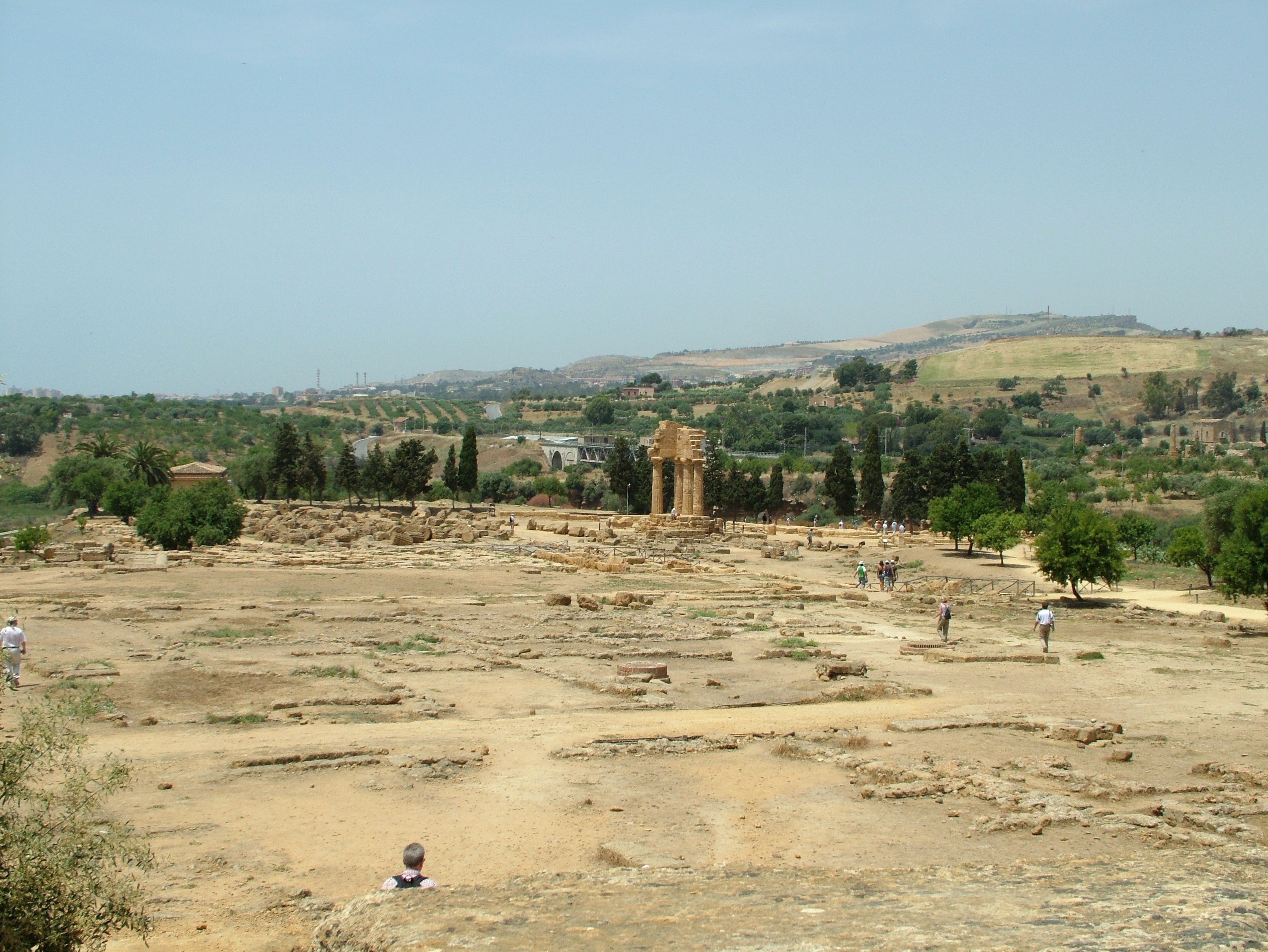
Restes de l'Olimpièon
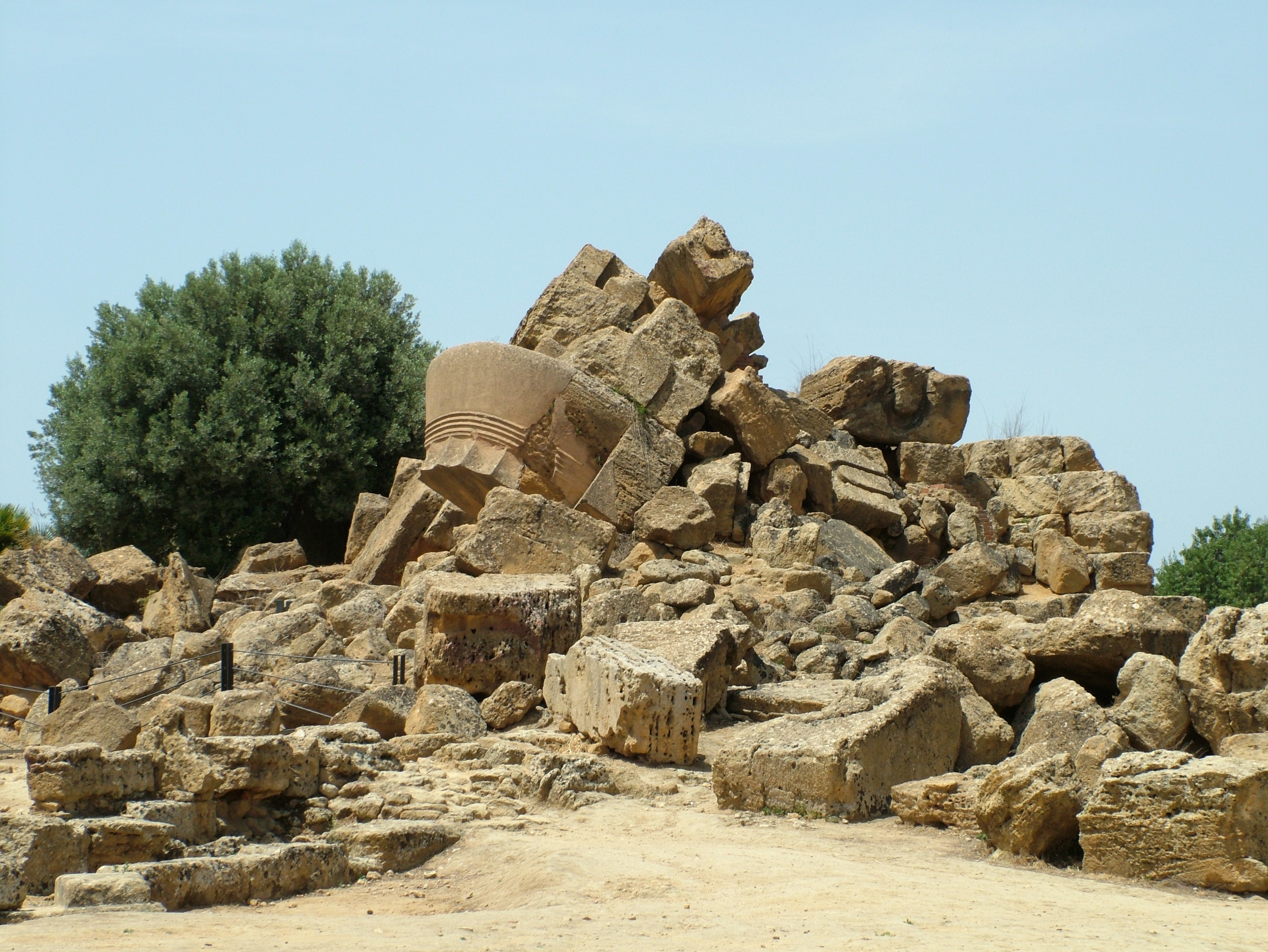
Canals d'elevació en U
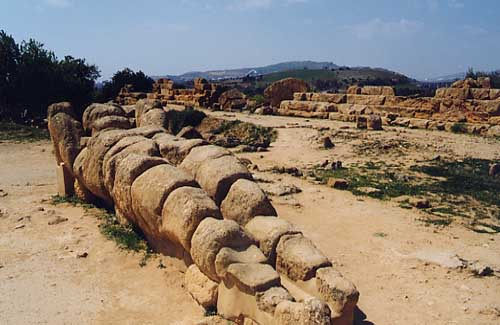
Un dels telamons
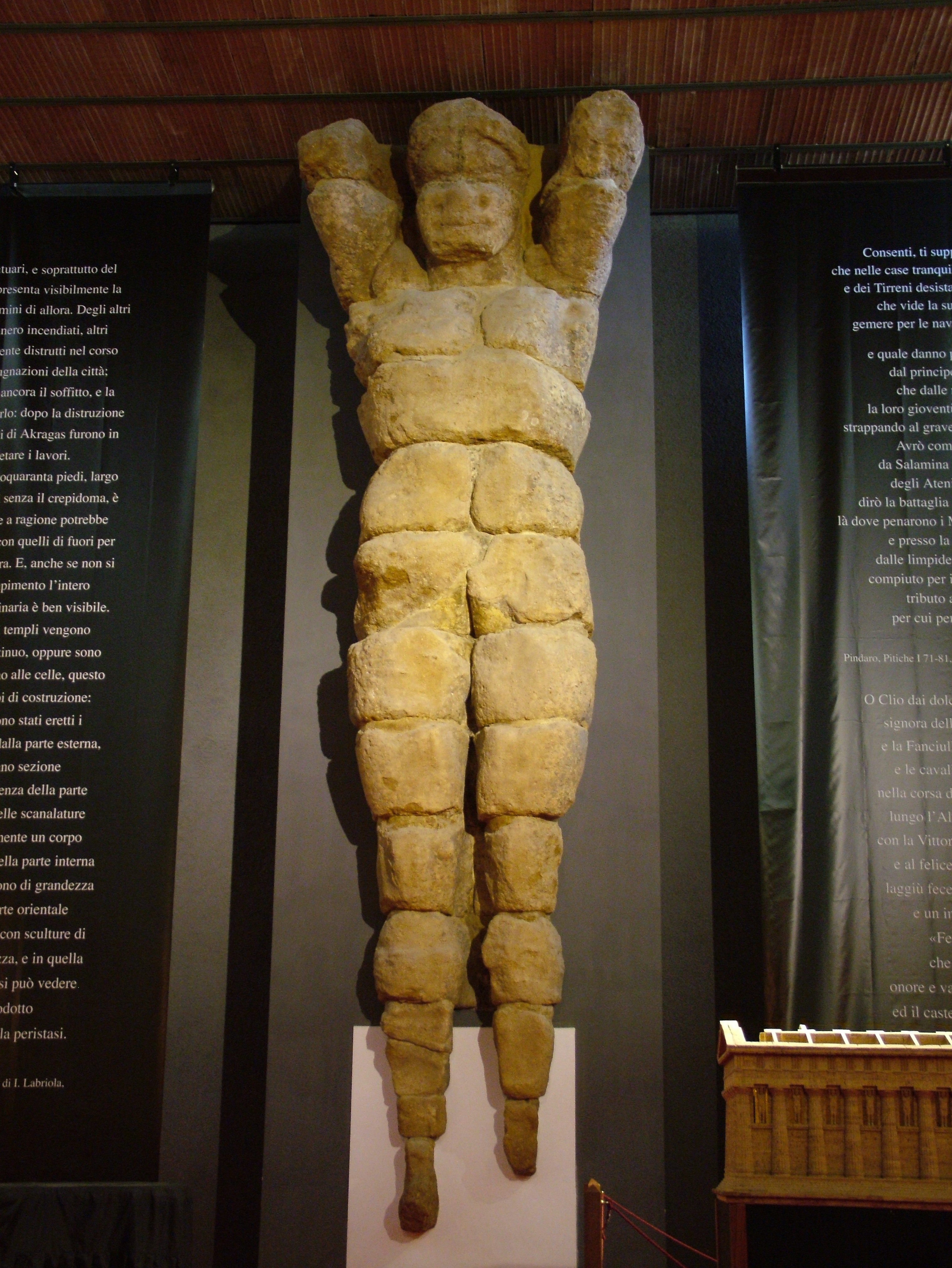
Un altre telamó
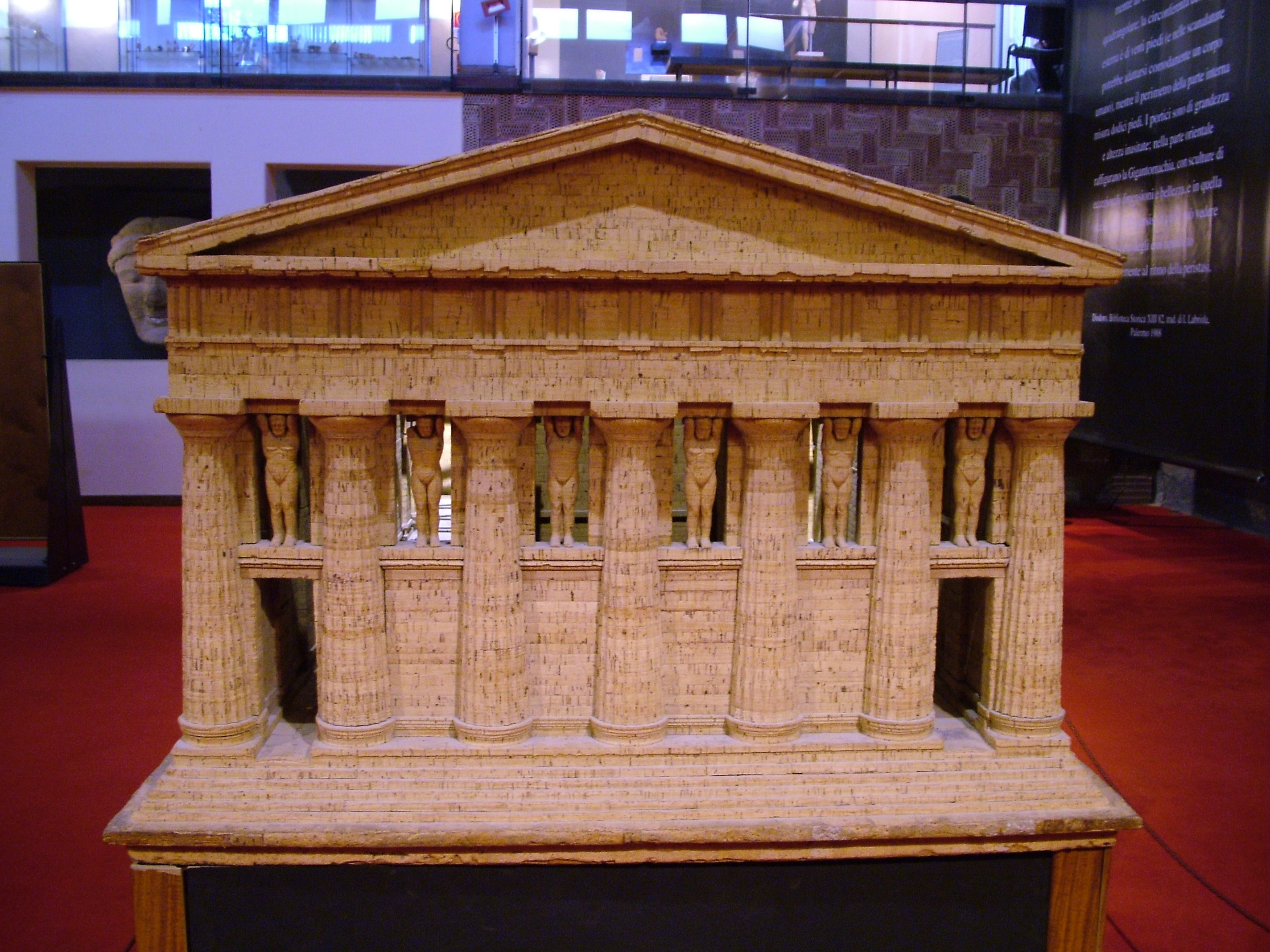
Model de l'Olimpièon (Museu arqueològic d'Agrigent)
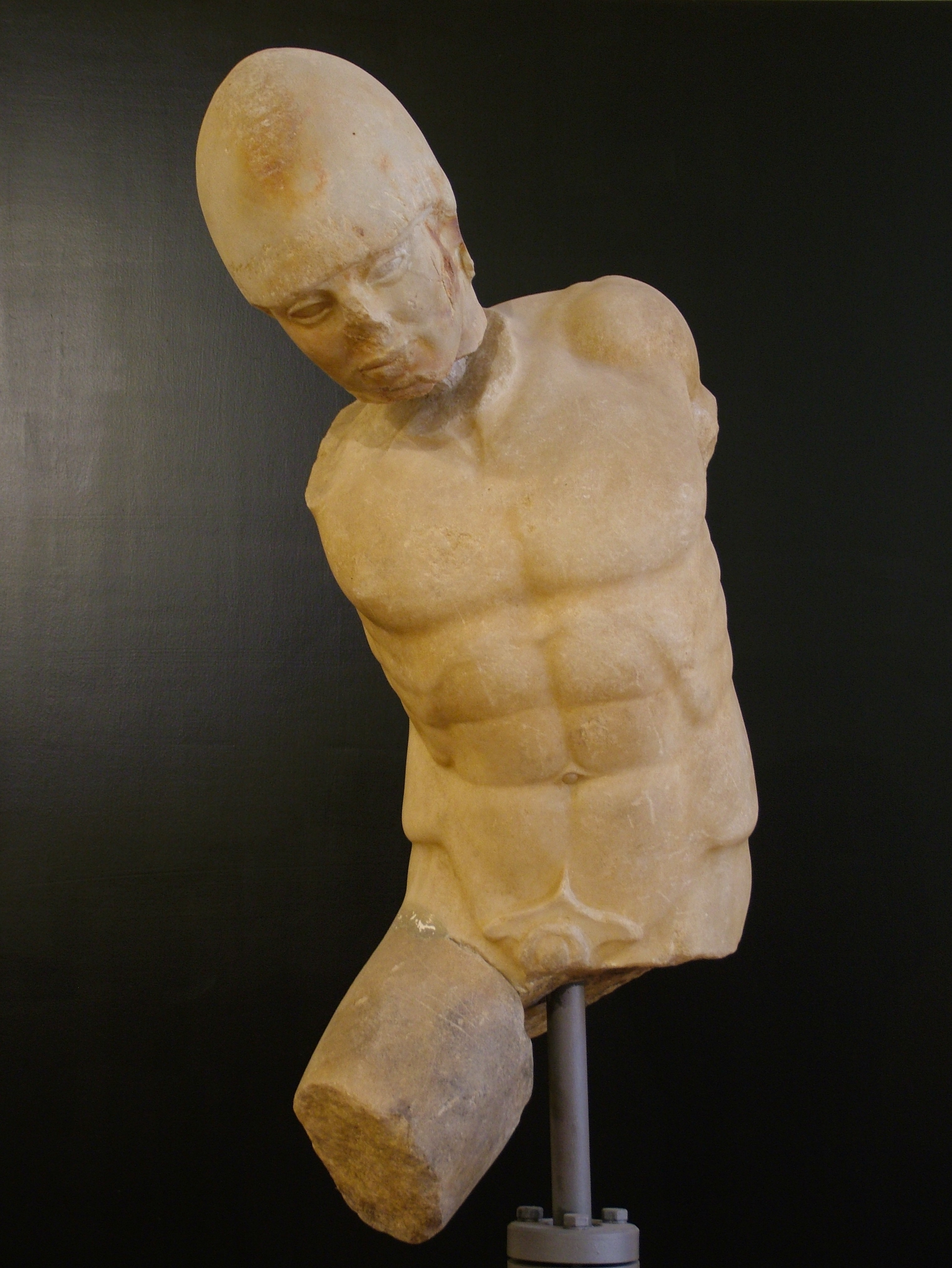
Tors de guerrer

### Temple d'Hèracles

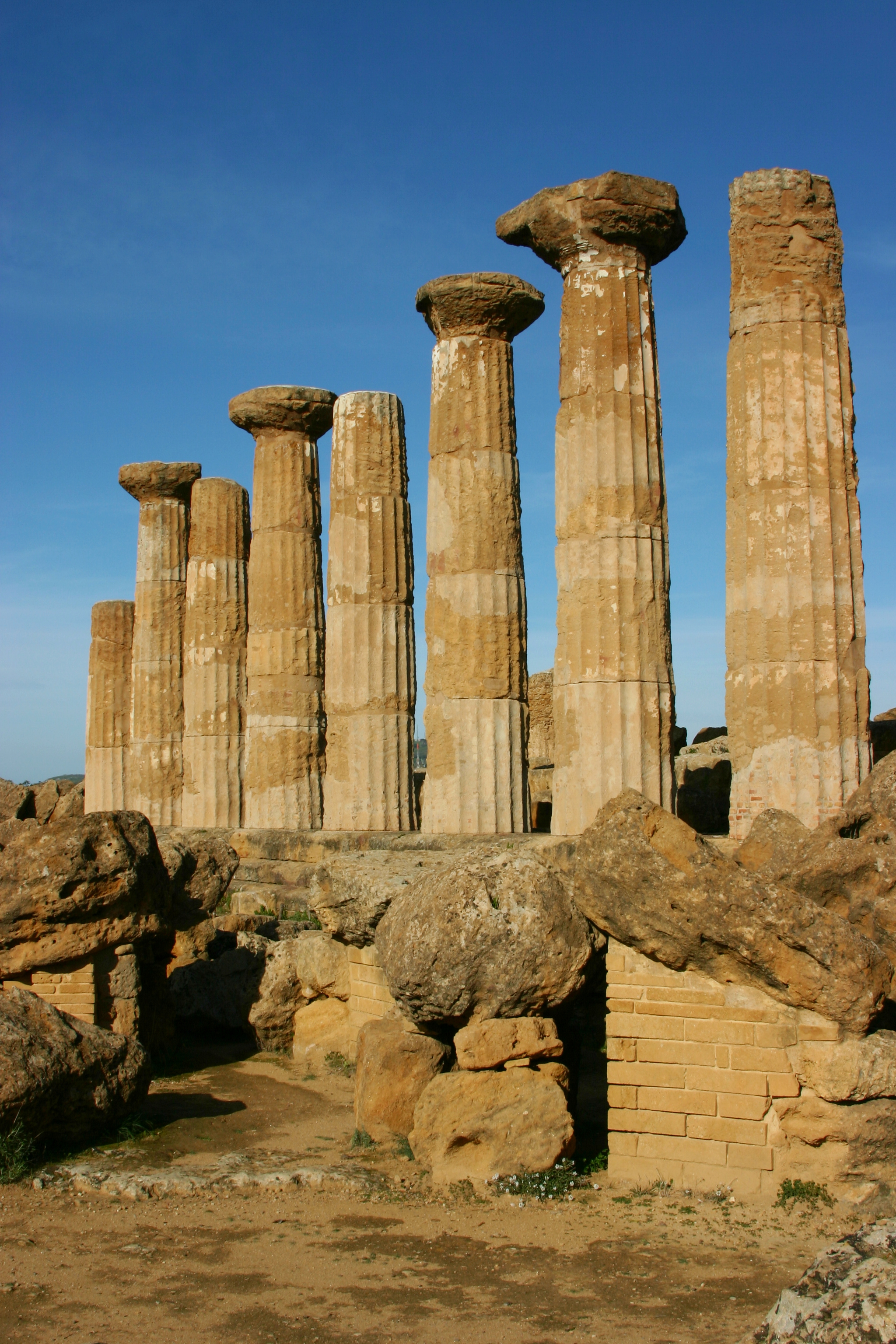
Temple d'Hèracles

El temple d'Hèracles estava dedicat a la veneració de l'heroi deïficat Hèracles (o Hèrcules), un dels més respectats pels habitants de l'antiga Acragant. La identificació la proporciona Ciceró en persona, qüestor de Sicilia l'any 75 aC. En les seves cèlebres acusacions contra Verres, fa referència a una gran estàtua de bronze d'Hèracles, en un temple situat a l'àgora: els seus llavis i el seu mentó estaven desgastats, es deia, a força de ser tocats pels peregrins, i Gai Verres projectava apoderar-se'n.
El temple d'Hèracles és el més antic de tots els situats a prop de la muralla meridional, i es va construir cap a l'any 500 aC en estil dòric perípter. Les seves dimensions són 25,34 × 67,00 m. S'alça sobre un basament de tres grades. El seu pla s'justa al de la majoria dels temples de Sicilia. El seu peristil de 6 x 15 columnes, no obstant, s'allarga més del que és habitual, cosa que va permetre proporcionar a les extremitats un espai igual a l'amplada de dues columnes, tant davant el pronaos como darrere del opistòdom. Falta l'àditon, habitual en els temples de Sicilia.
Els elements d'arquitrau mostren sangries d'elevació amb forma de U, destinades a passar tancaments de descàrregues simètrics. Destruit per un terratrèmol, es van trobar restes del temple d'Hèracles dispersos per tota la zona, per exemple els capitells coberts d'estuc, com debien ser molts altres elements del temple. Avui en dia només queden en peu vuit columnes visibles en el costat meridional, que es van aixecar el 1924, mentre que el conjunt del costat septentrional es va aixecar a partir del segle xix.

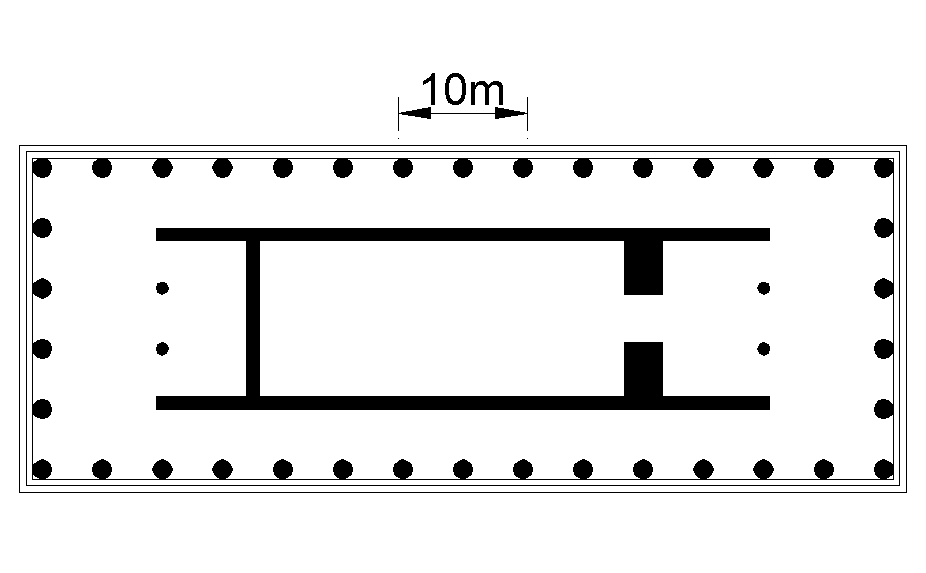
Temple d'Hèracles
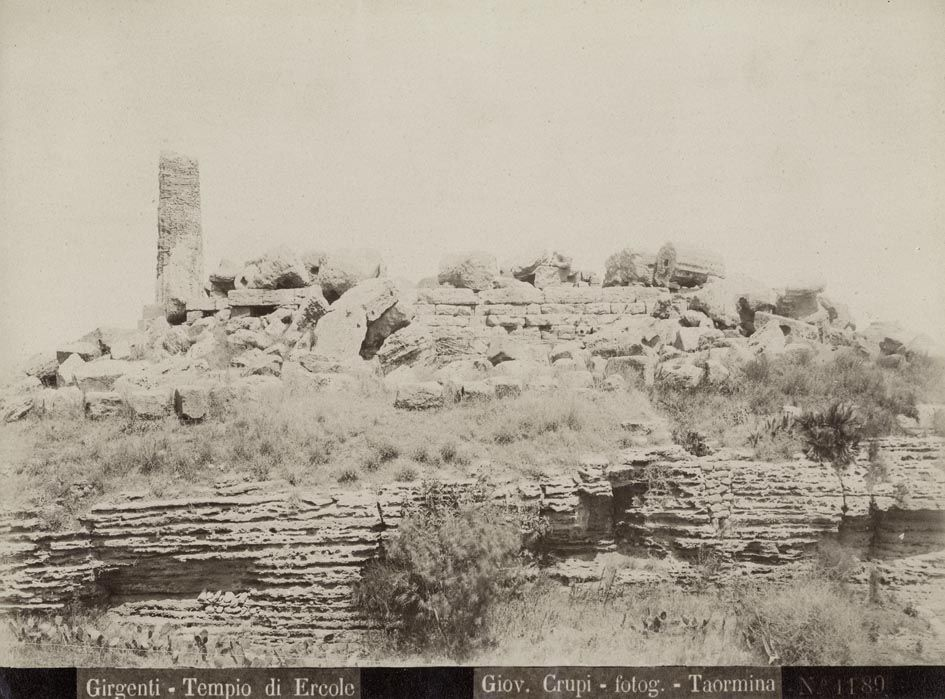
Temple d'Hèracles cap a 1900, per Giovanni Crupi
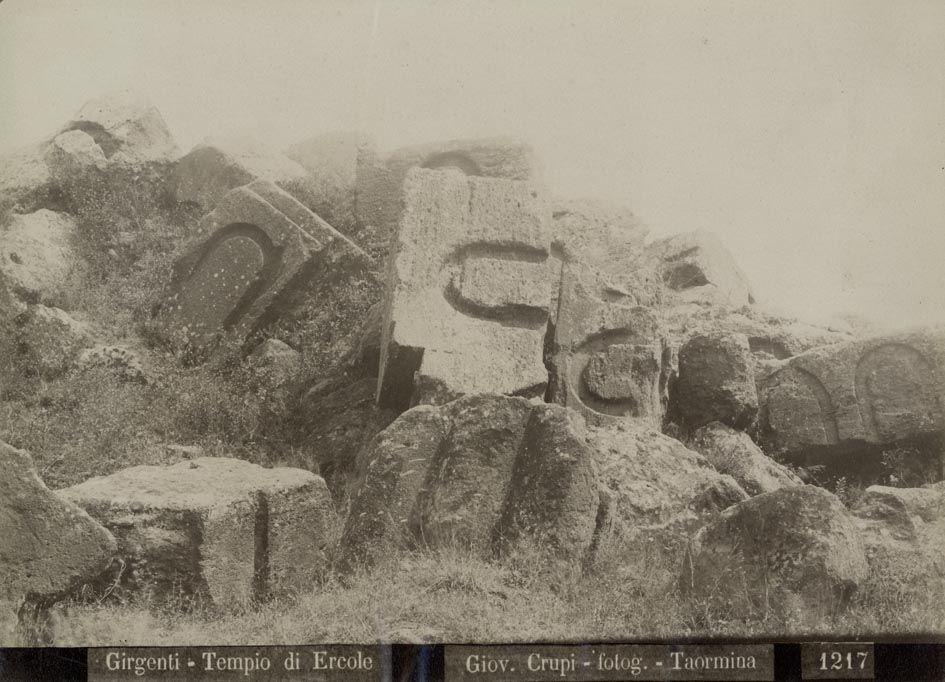
Amb les sangries d'elevació en forma de U
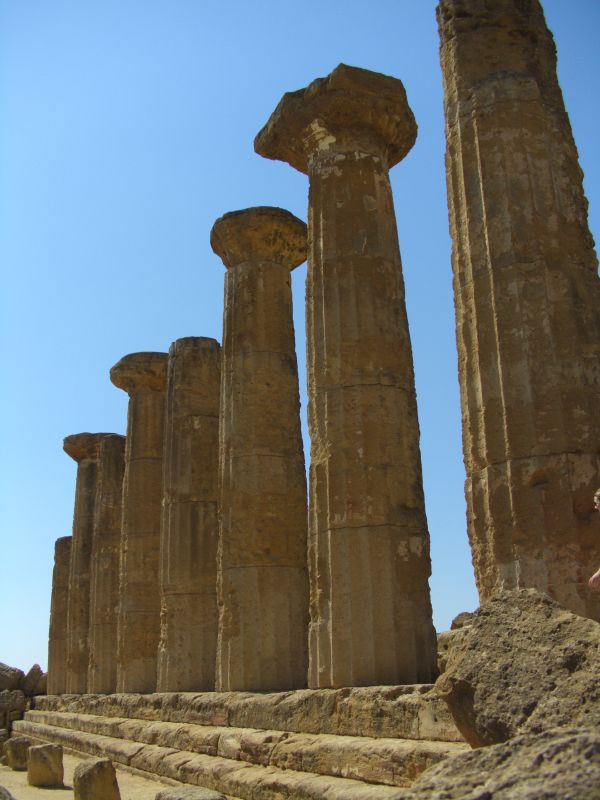
Restes de les columnes
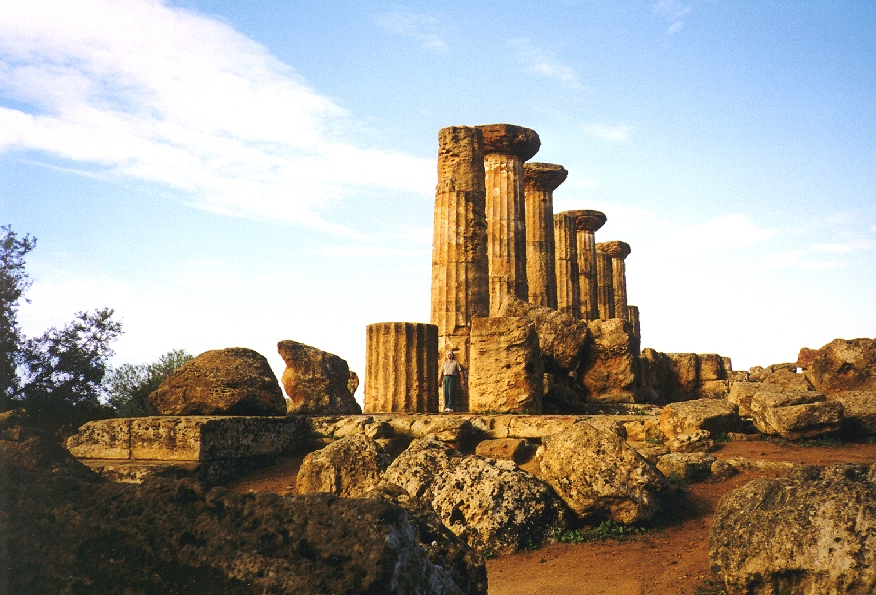
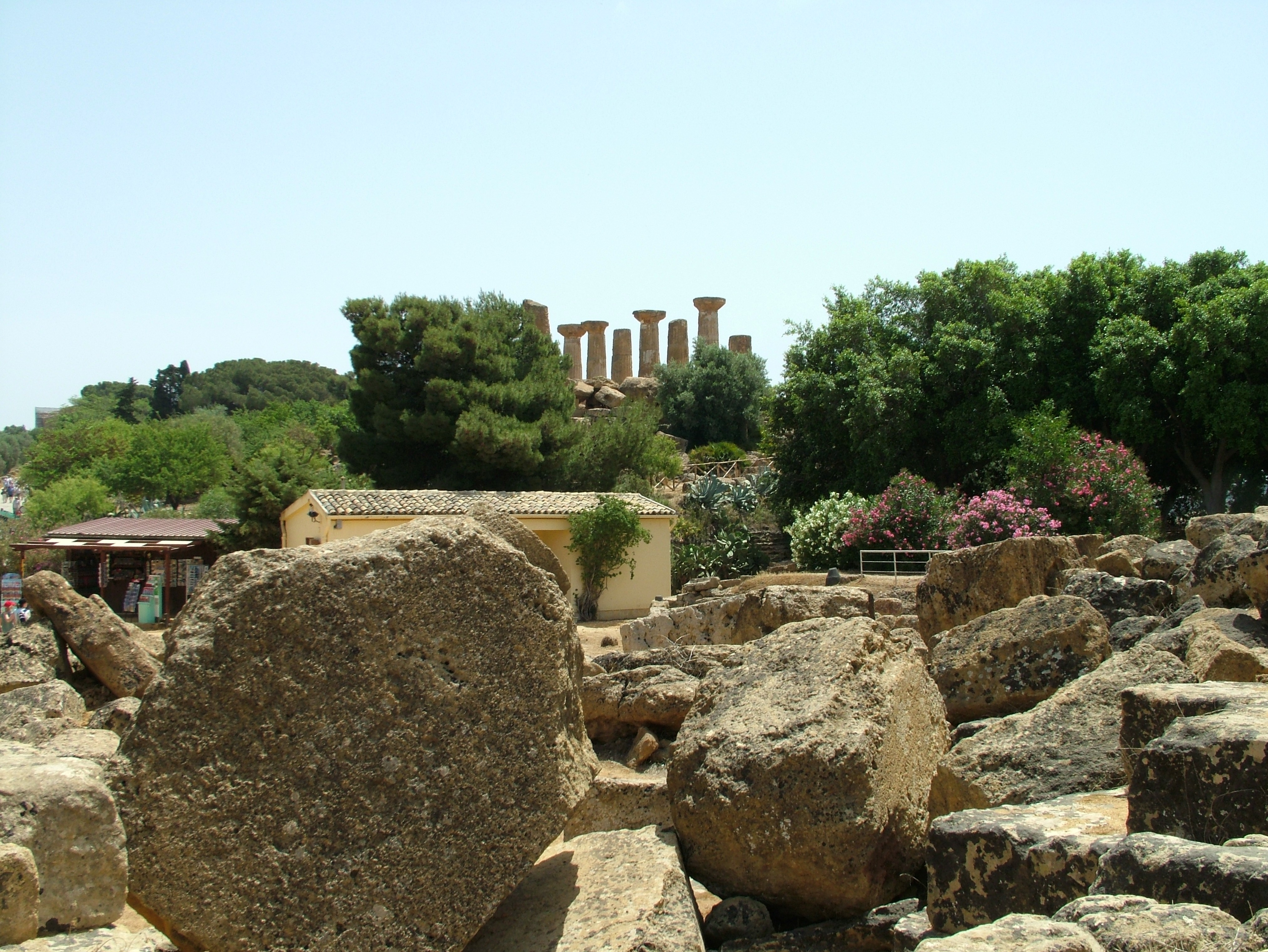

### Temple dels Dioscurs

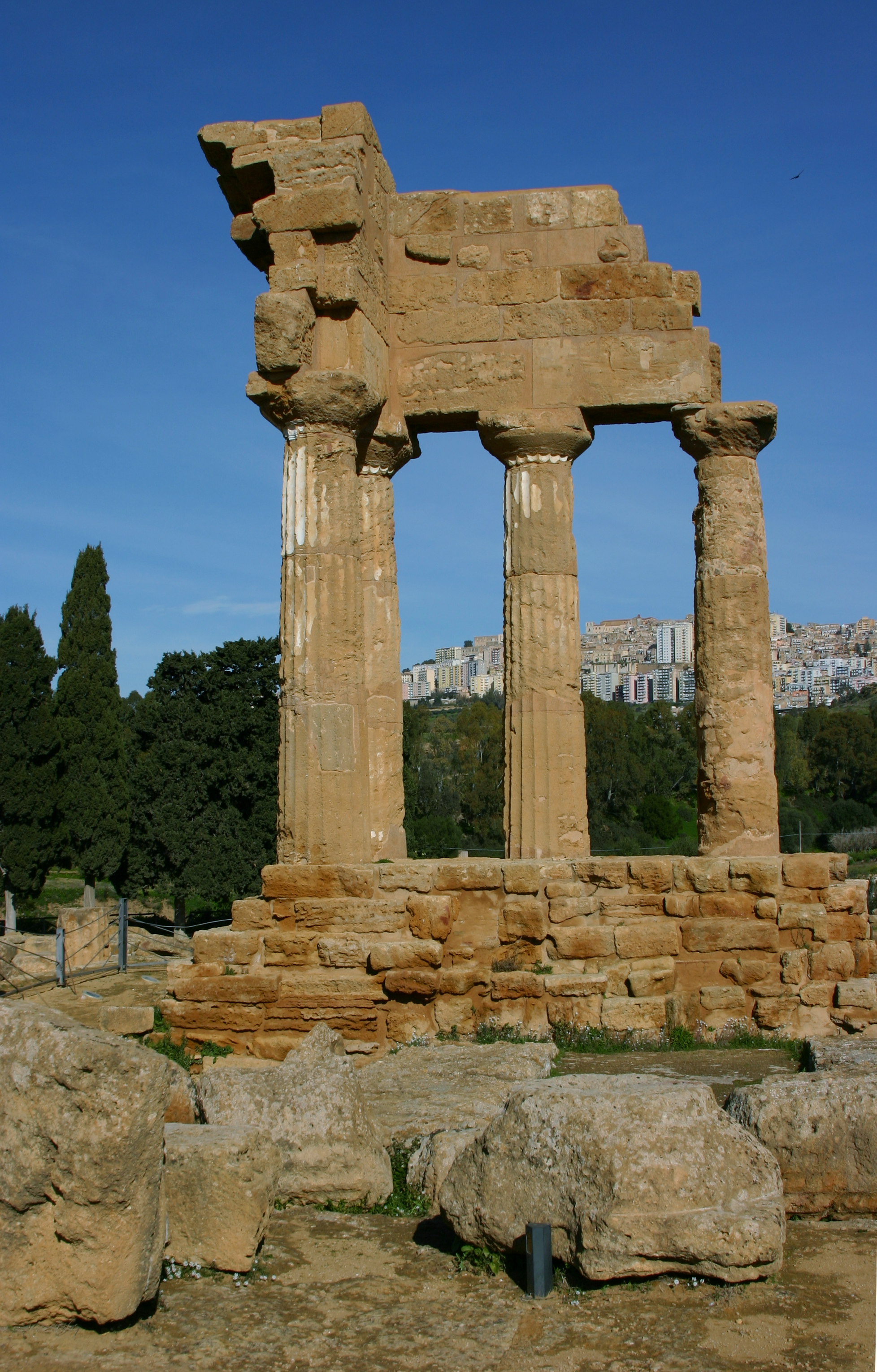
Columnes del Temple dels Dioscurs

El temple dels Dioscurs (o de Càstor i Pòl·lux) fou construït per honorar els dos germans bessons, fills de Zeus o de Tíndar d'Esparta, segons les diverses tradicions. Només en queden quatre columnes dretes. És el símbol de la ciutat d'Agrigent.
Té una planta similar al «temple de la Concòrdia». Data de mitjans del segle v aC. Pertany a l'estil dòric perípter i mesura 13,86 × 31,70 m. La cantonada sud-est es va reconstruir al segle xix per l'escultor Valerio Villa Reale i l'arquitecte Saverio Cavallari. Aquesta reconstrucció és molt pintoresca, i fins i tot s'ha convertit en un símbol i un dels temes més fotografiats dels vestigis d'Agrigent, però es rebutja pels professionals d'història de l'art, hi ha una barreja d'elements de diferents estils i èpoques. Nombroses restes de tambors de columnes acanalades que formaven abans un peristil estan disseminades per tota la superfície del temple. Al costat est encara poden distingir-se restes de l'altar.

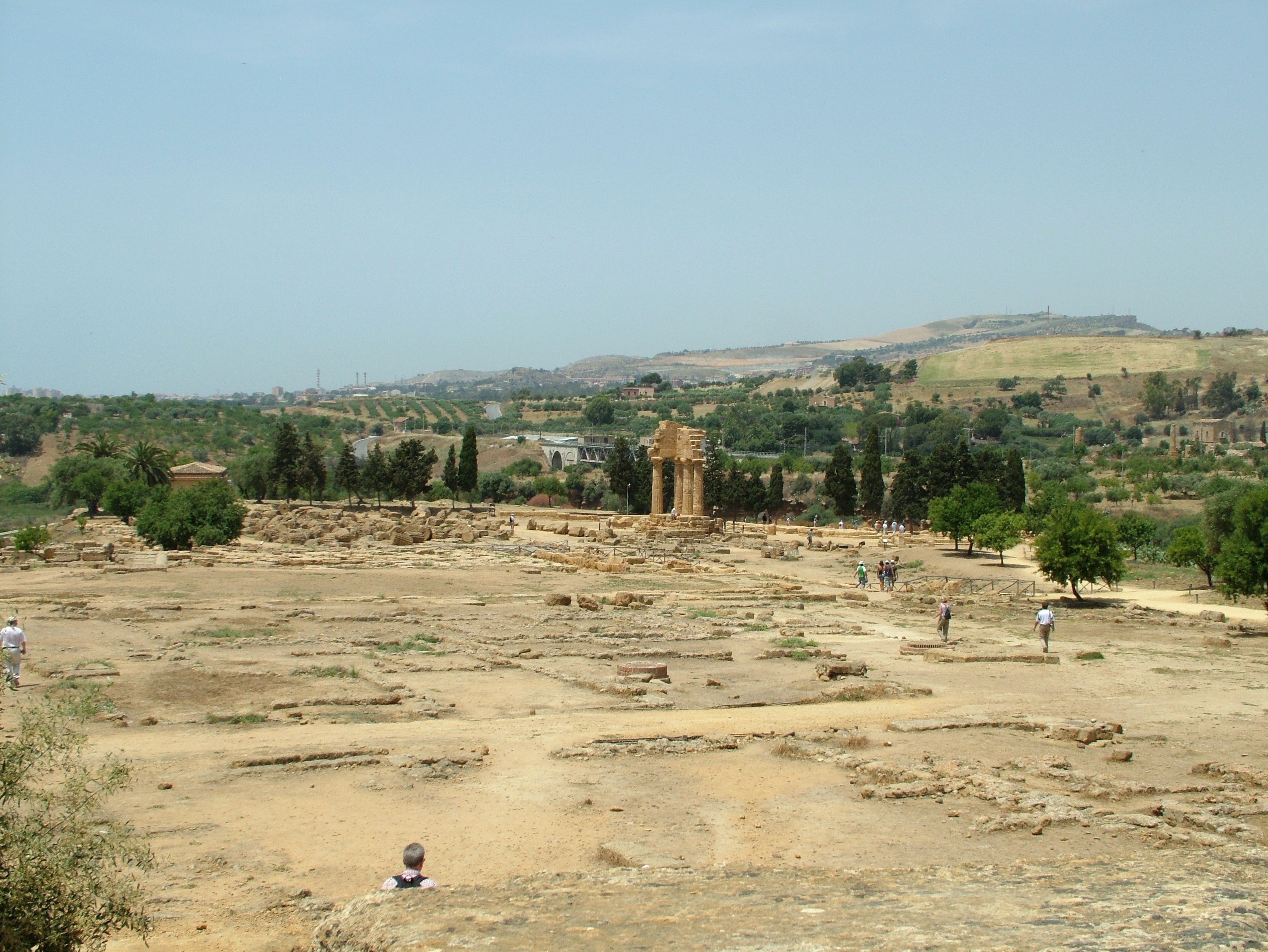
Temple dels Dioscurs, en segon terme
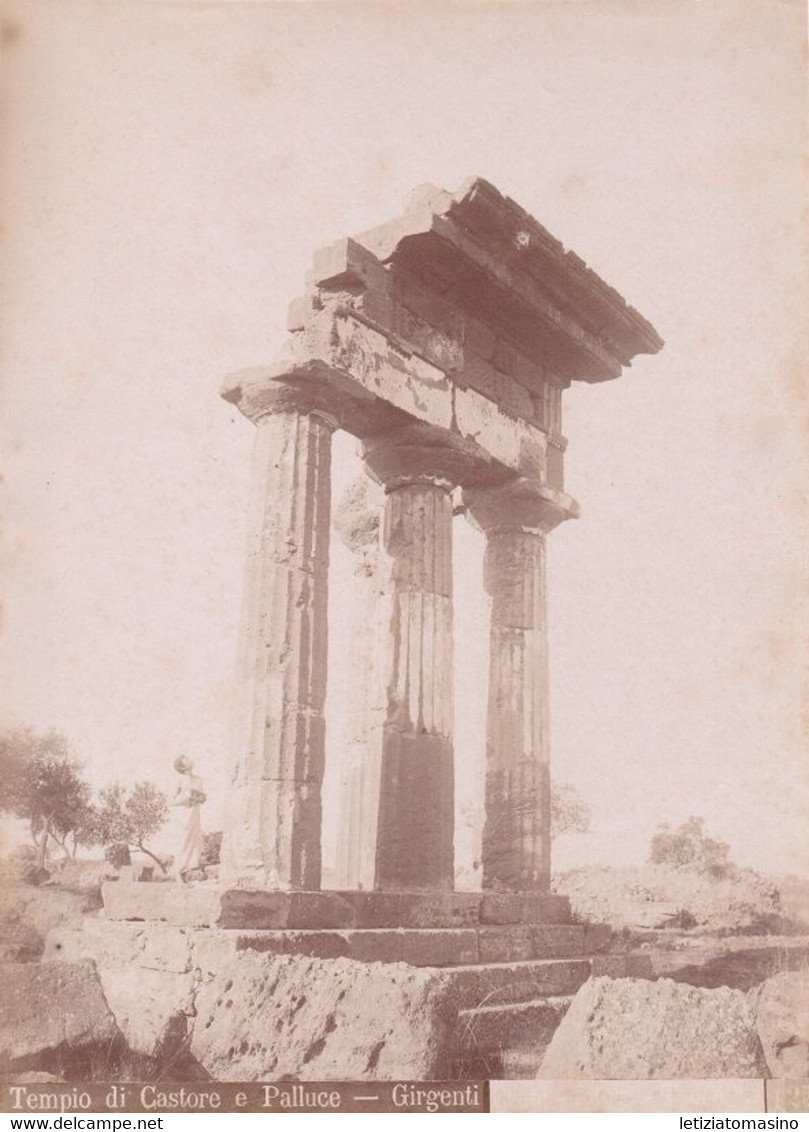
Foto de Giovanni Crupi
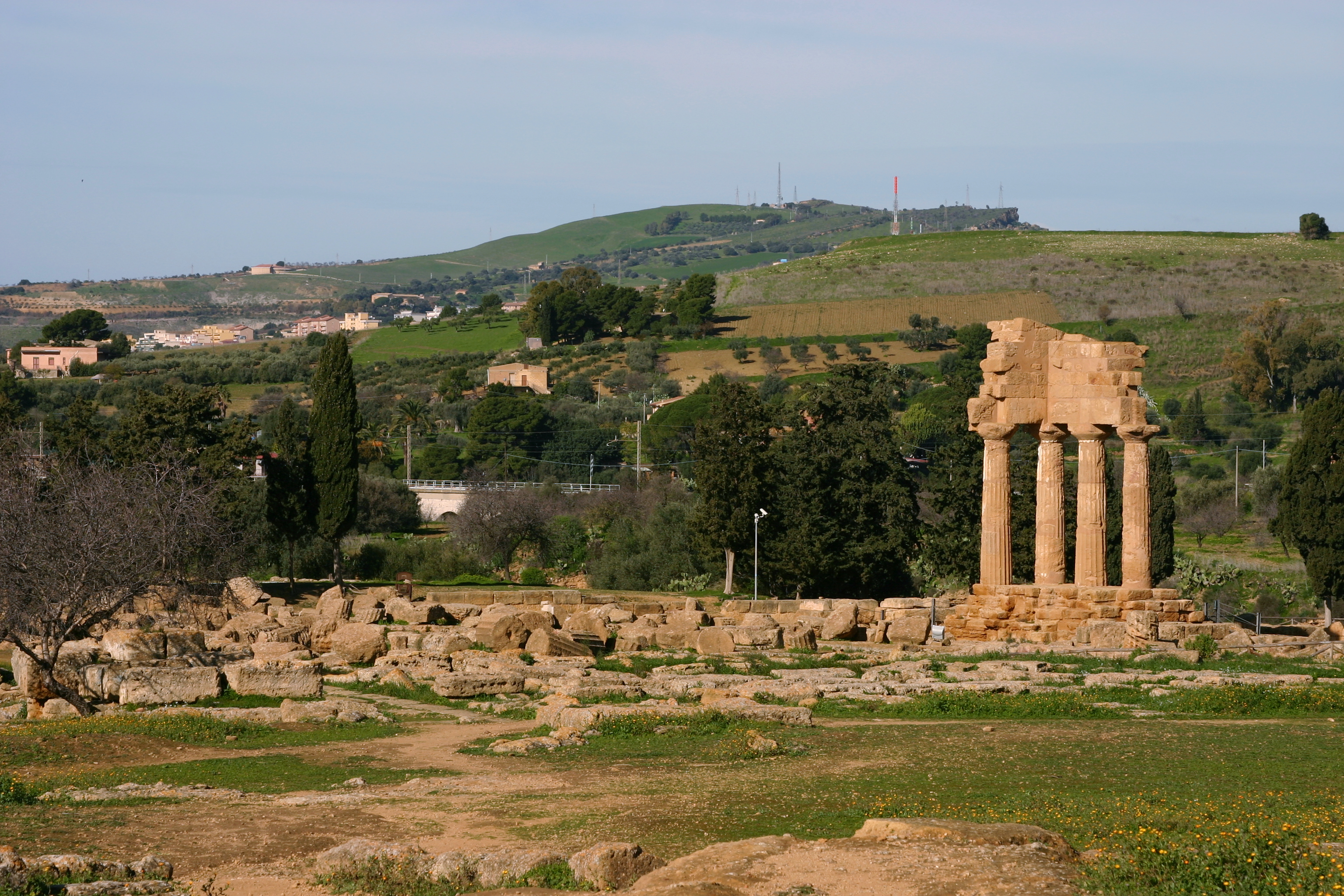
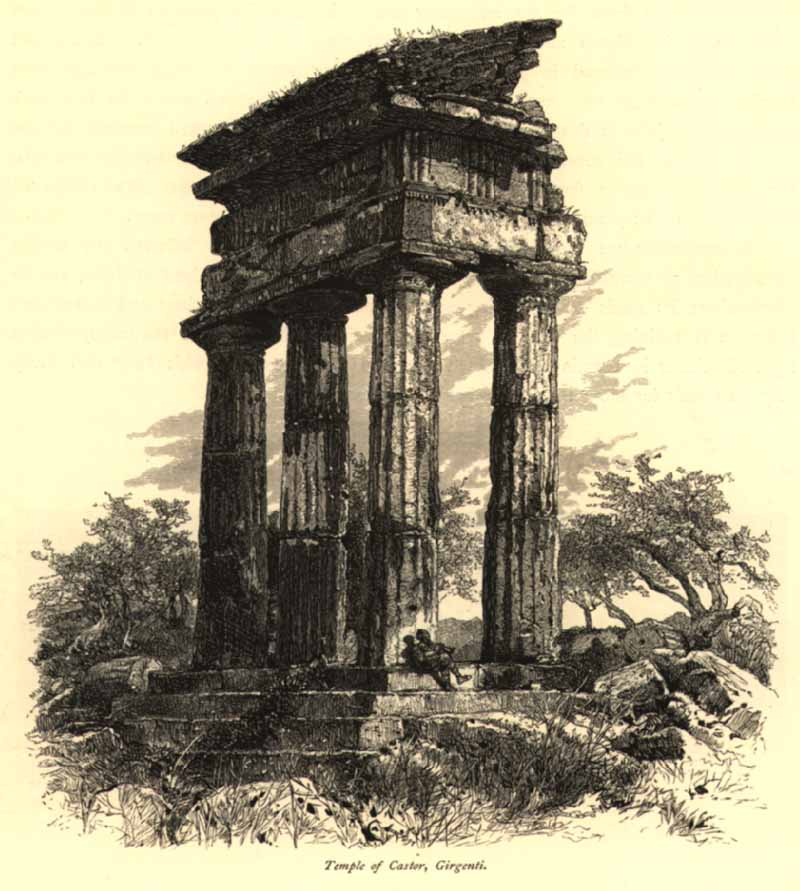
Temple dels Dioscurs (1878), per Josiah Wood Whymper

### Temple d'Hefest
El temple d'Hefest (o Vulcà en la mitologia romana), també del segle v aC (cap a l'any 430 aC), es creu que era una de les construccions més imponents del lloc, però actualment és una de les més afectades pel pas del temps i els fenòmens naturals. Està situat a l'angle sud-oest de la ciutat antiga, a l'altra banda de la vall: és el temple que queda a l'extrem oest del turó dels temples. És d'estil dòric perípter de 6 × 13 columnes, i mesura 17,06 × 35,19 m.
Està precedit per un anticuat sacellum. Es tracta d'un edifici amb cella i pronao (de 13,25 x 6,50 m). Recentment s'ha reconstruït la decoració arquitectònica. L'edifici dòric superposat a aquest sacellum està mal conservat. S'alçava sobre una crepidoma (krépis) de quatre grades. Les columnes presenten una rudentatura d'evident influx jònic.
Sobre el costat occidental de la ciutat es conserven les restes de les Portes VI i VII, la primera probablement amb porta i contraporta en el centre de una petita vall travessada per una carretera cap a Eraclea, la segona guarnida per dues torres i, a la vall, de dos poderosos baluarts externs, un sistema de defensa avançat semblant al que hi ha a Camarina (Sicília). Més al nord queden les restes de les Portes VIII i IX.

### Temple d'Asclepi
El temple d'Asclepi (o Esculapi en la mitologia romana) es va construir al sud de la ciutat antiga, lluny de les muralles al centre de la plana San Gregorio, pel que pot considerar-se que es troba fora de la vall dels Temples, essent el més meridional dels edificis. Data de la segona meitat del segle v aC, possiblement dels seus últims vint anys. És d'estil dòric in antis o pseudoopistòdom. És més aviat petit, ja que les seves dimensions són 10,70 × 21,70 m. Es tractava d'un lloc de pelegrinatge dels malalts que es volien guarir.
Segons la descripció de Polibi (I 18, 2), el temple es trobava «davant la ciutat», a una milla de distància, a la part presumiblement oposada a la carretera cap a Eraclea. La distància no és exacta, encara que potser Polibi va proporcionar una indicació genèrica; l'aillament i la relativa modestia i antiguitat de l'edifici, sobre tot pel culte d'Asclepi, fan que la identificació resulti insegura. En el santuari d'Asclepi es conservava una estàtua de bronze d'Apol·lo, obra de l'escultor Miró, donada per Escipió a la ciutat i robada per Verres. S'alça sobre un krépis de tres grades. Una particularitat insòlita de l'edifici és el fals opistòdom representat per dues semi-columnes posades a la part externa del fons de la cella, que vol així imitar una estructura amfipròstila. També destaquen part de l'entaulament, amb grans caps de lleó, fris i geison del frontó.

## Mapes

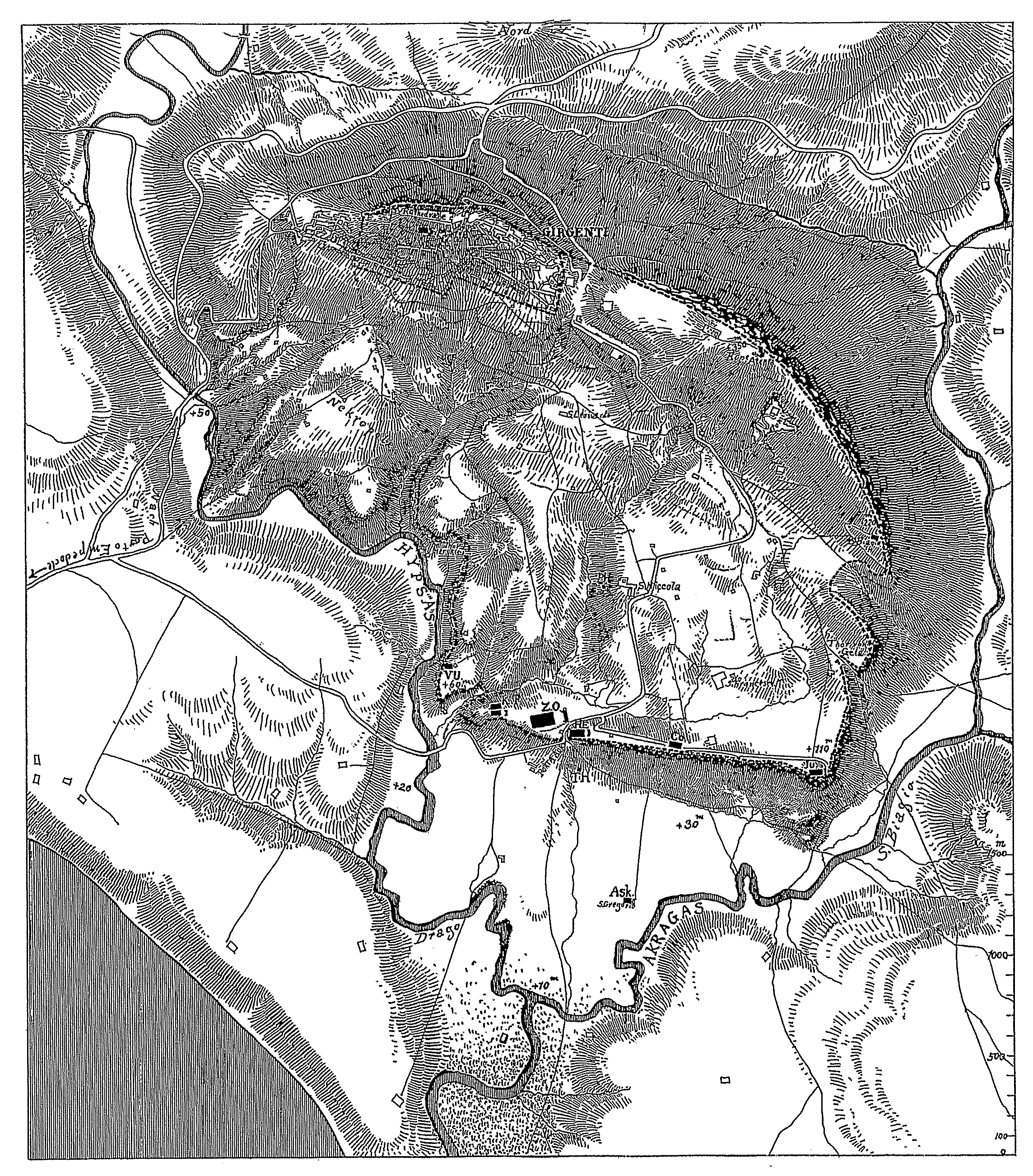
Mapa de Robert Koldewey
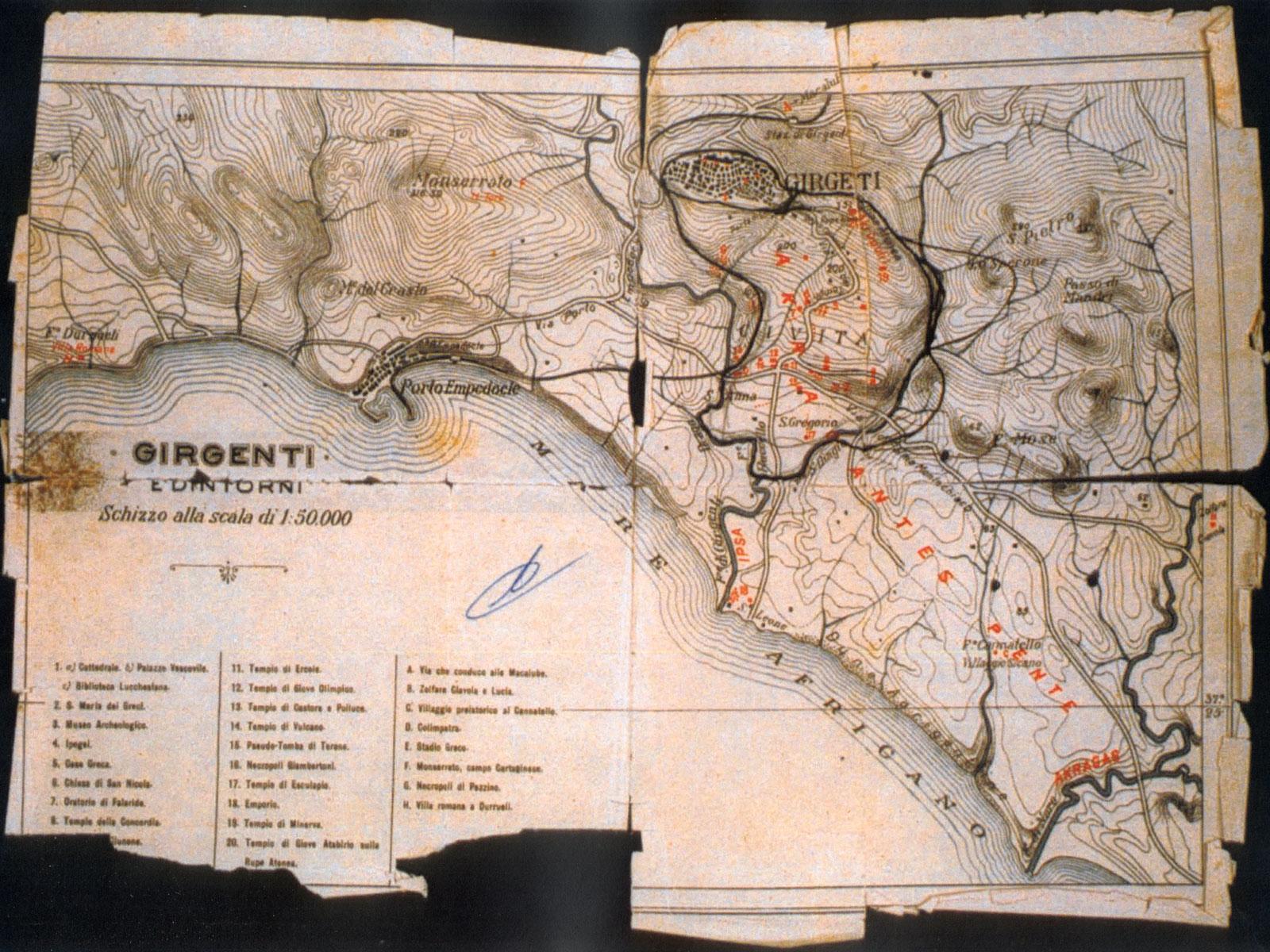
Mapa de Julius Schubring
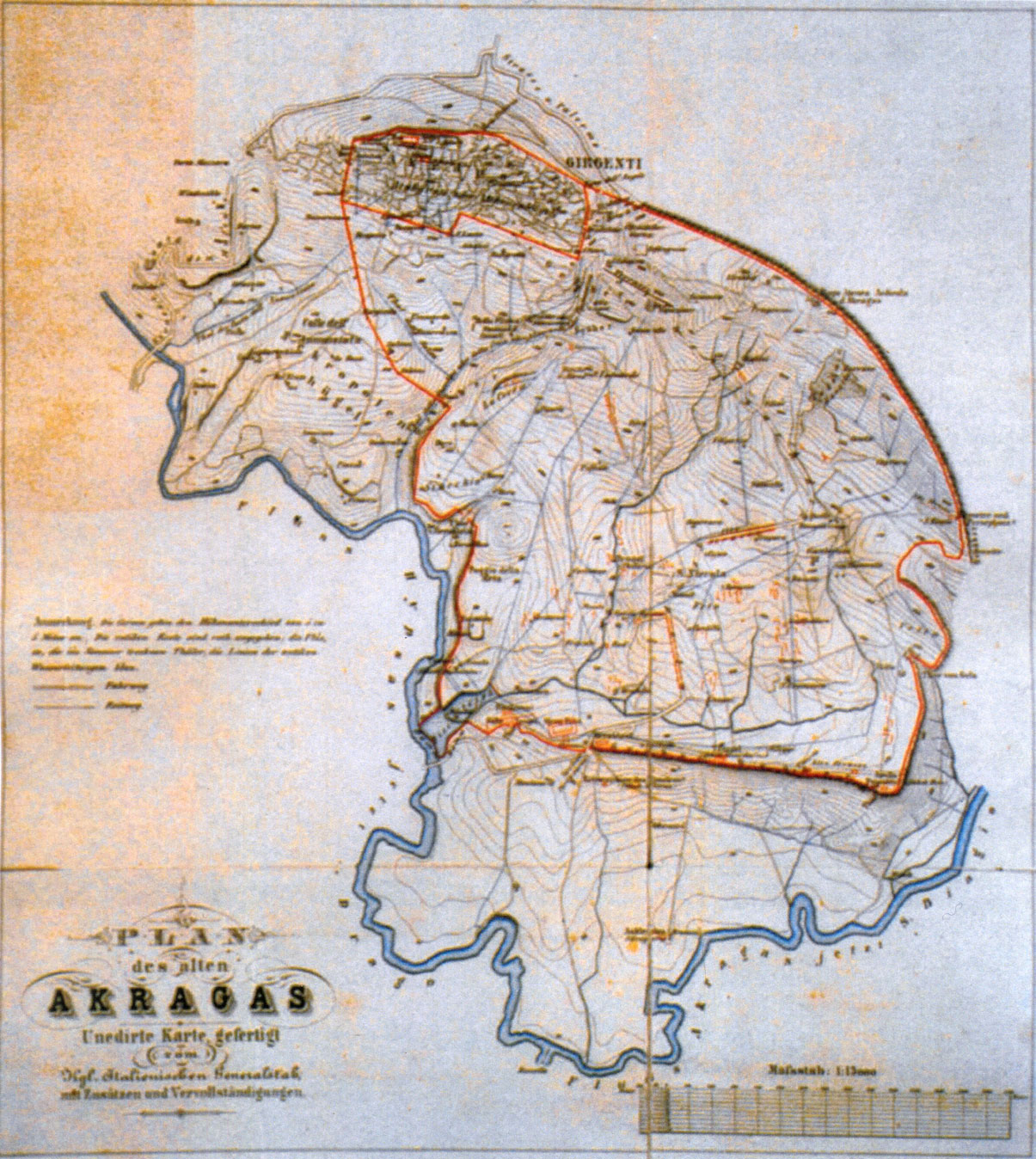
Mapa de Julius Schubring
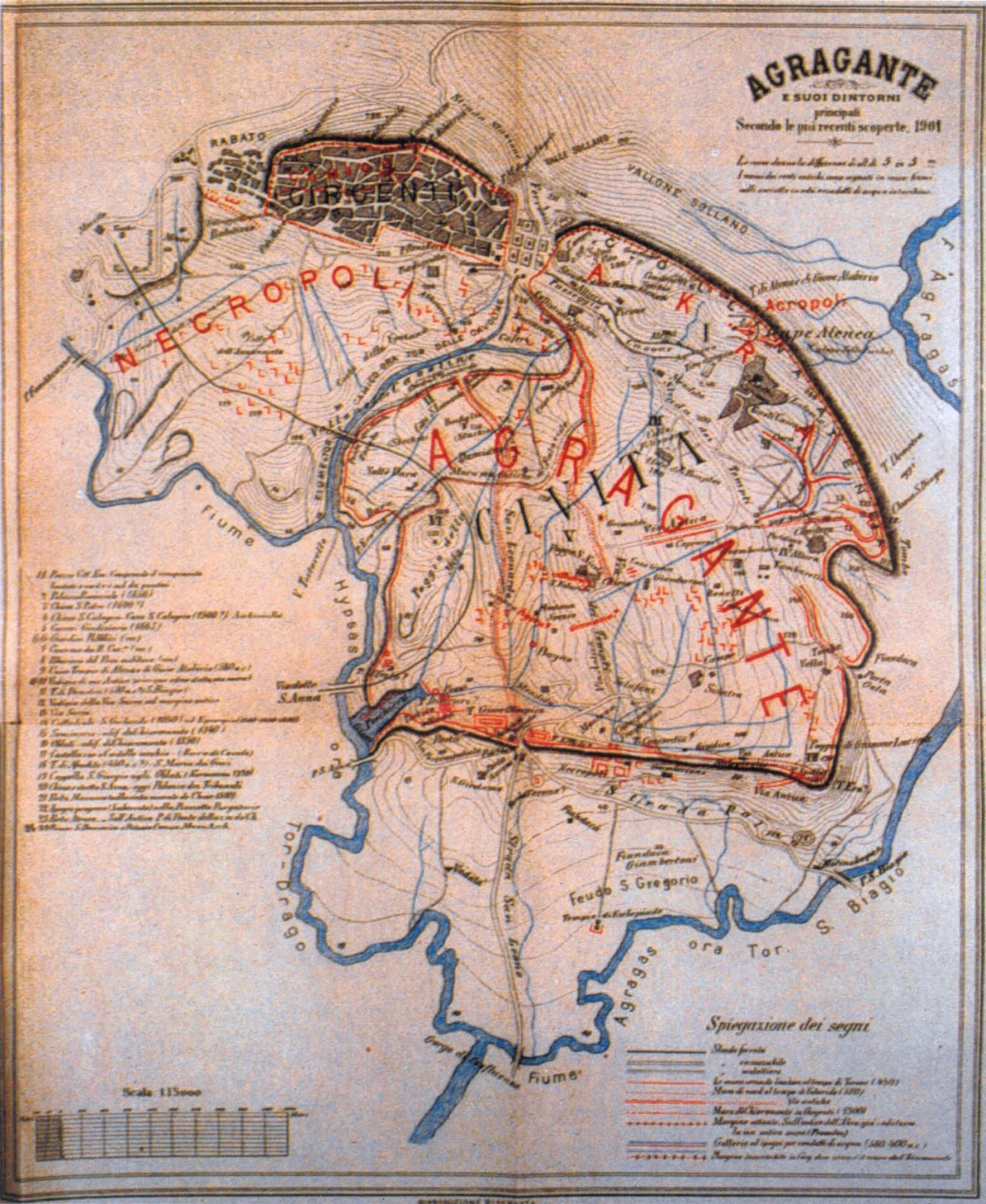
Mapa de 1901

## Pintures, dibuixos

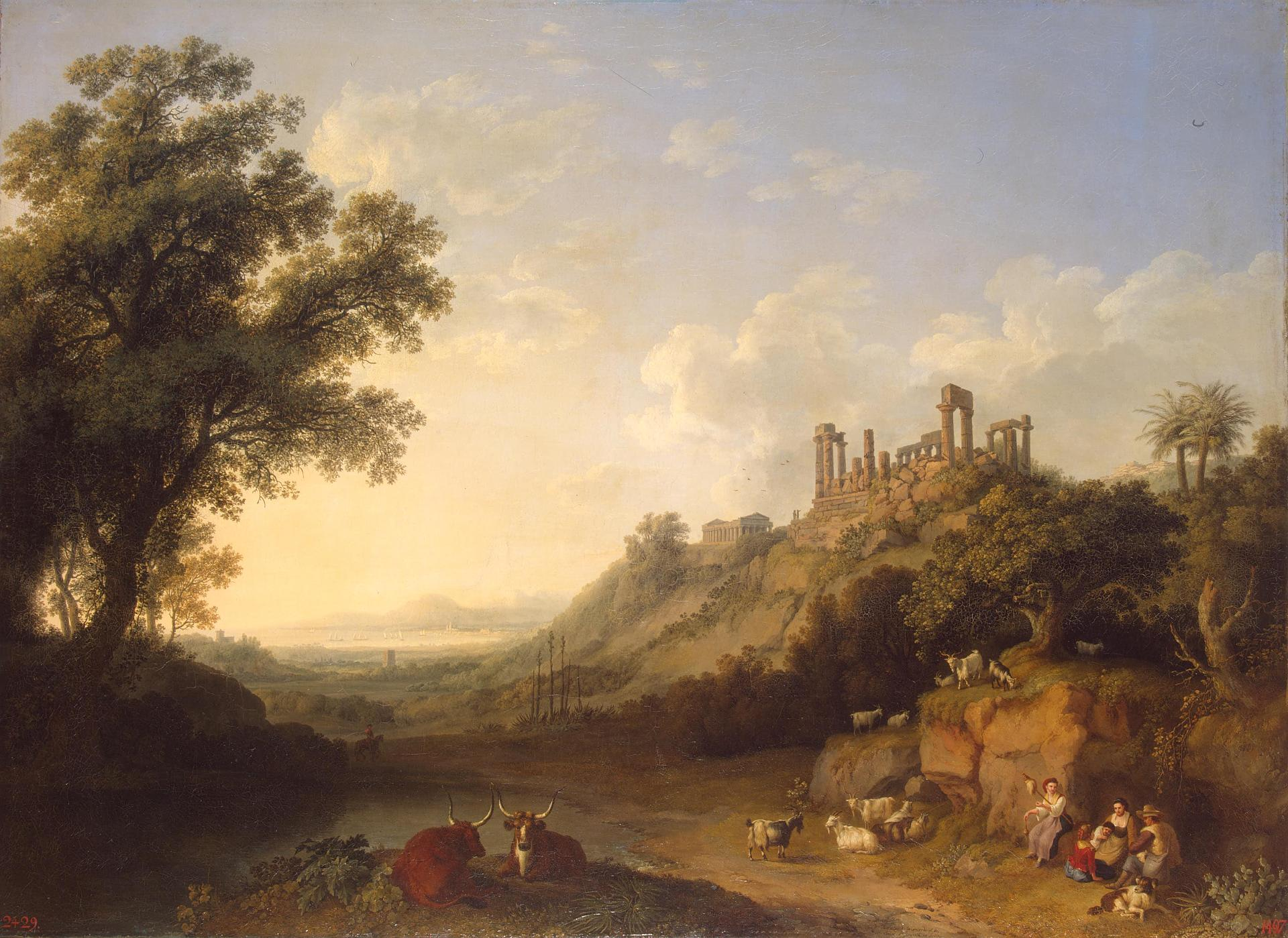
Quadre de Jacob Philipp Hackert (1778)
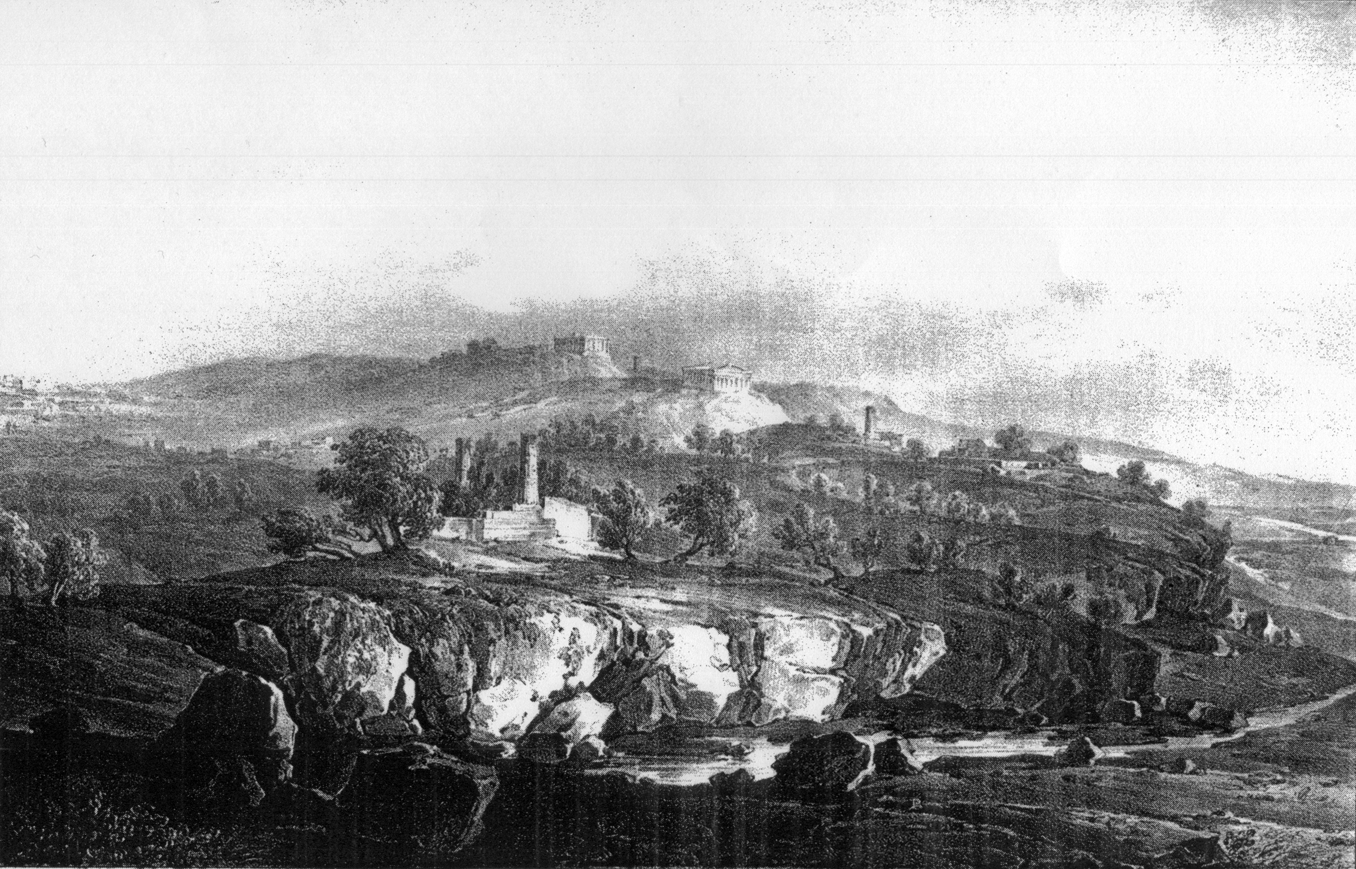
Vista general
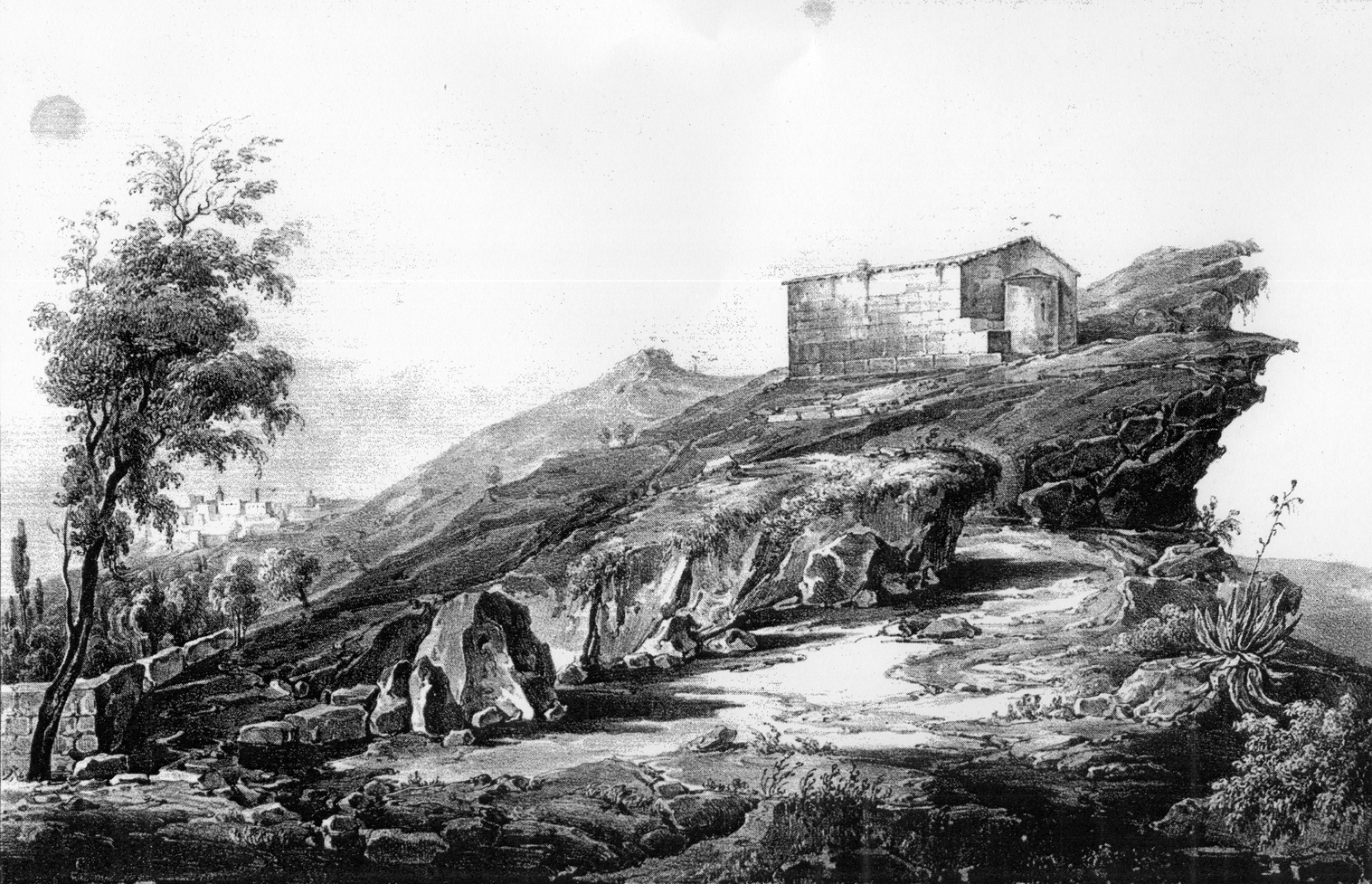
Sant Blai (Temple de Demèter)
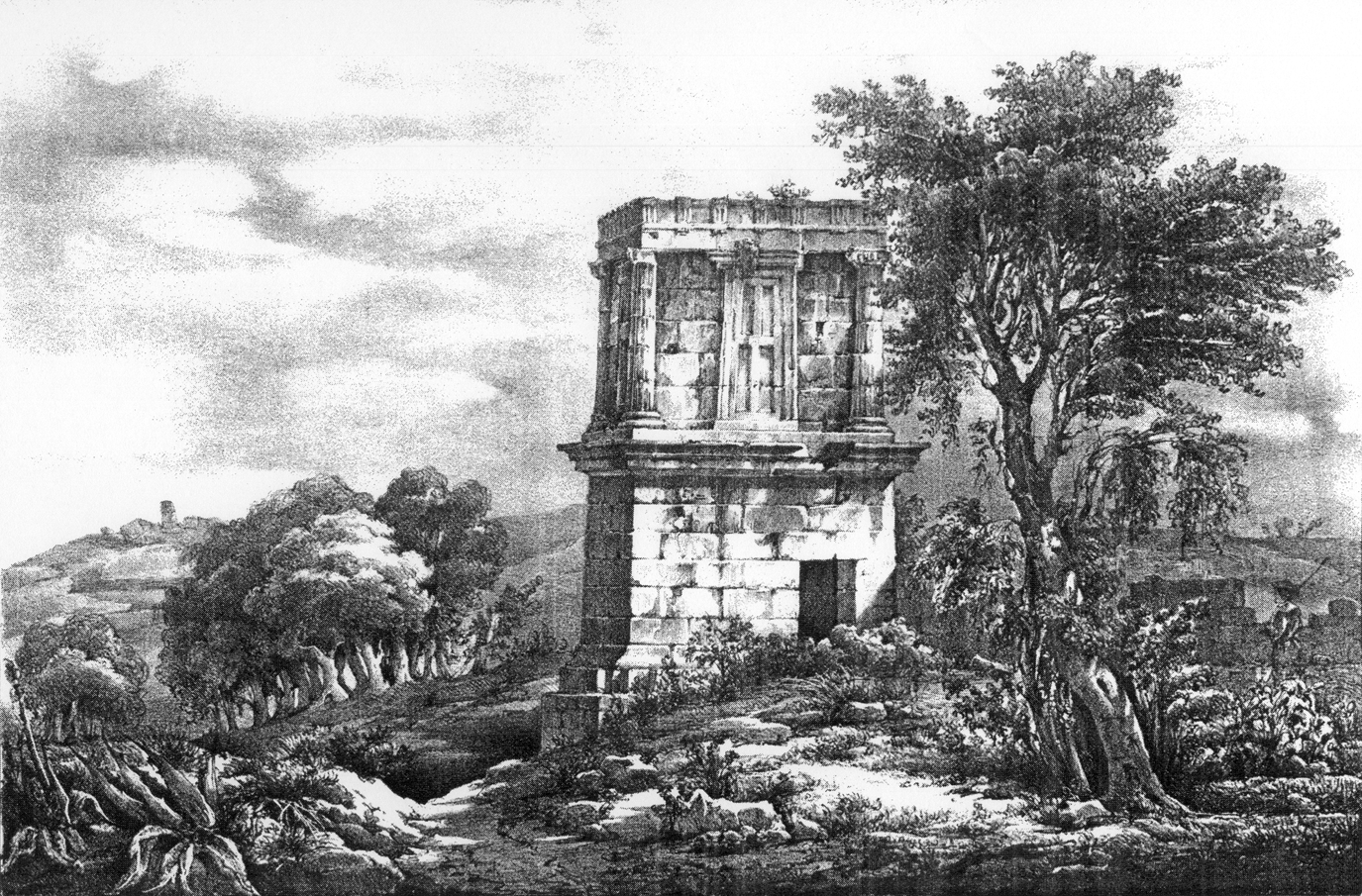
Tomba de Teró
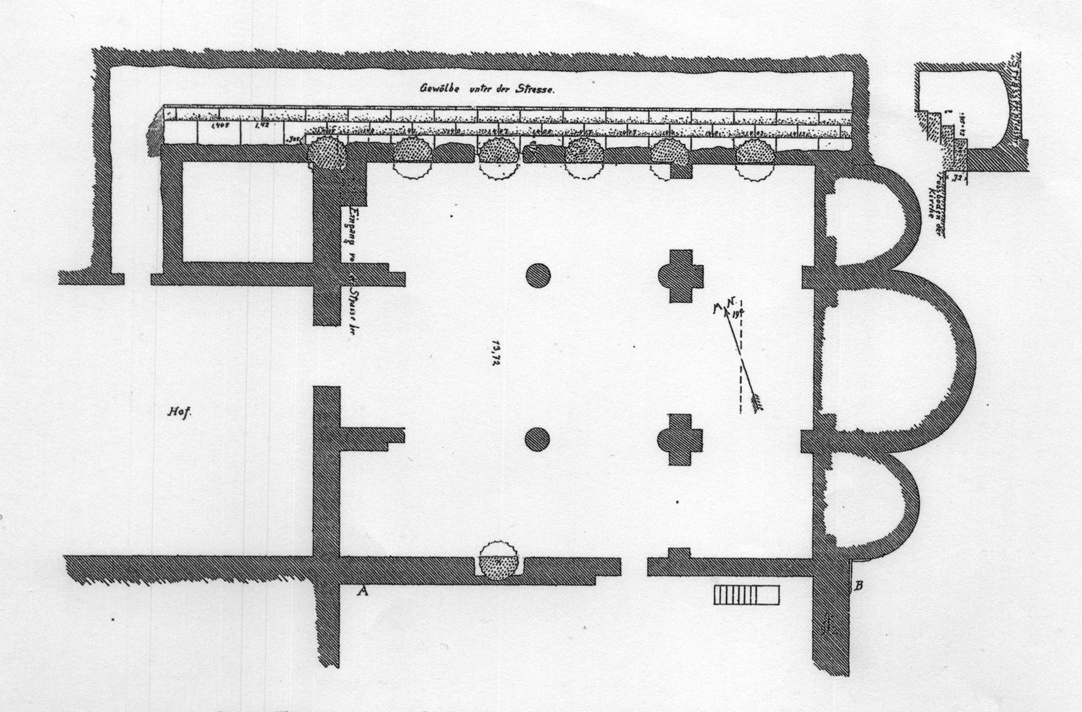
Santa Maria dels Grecs (Temple d'Atenea)
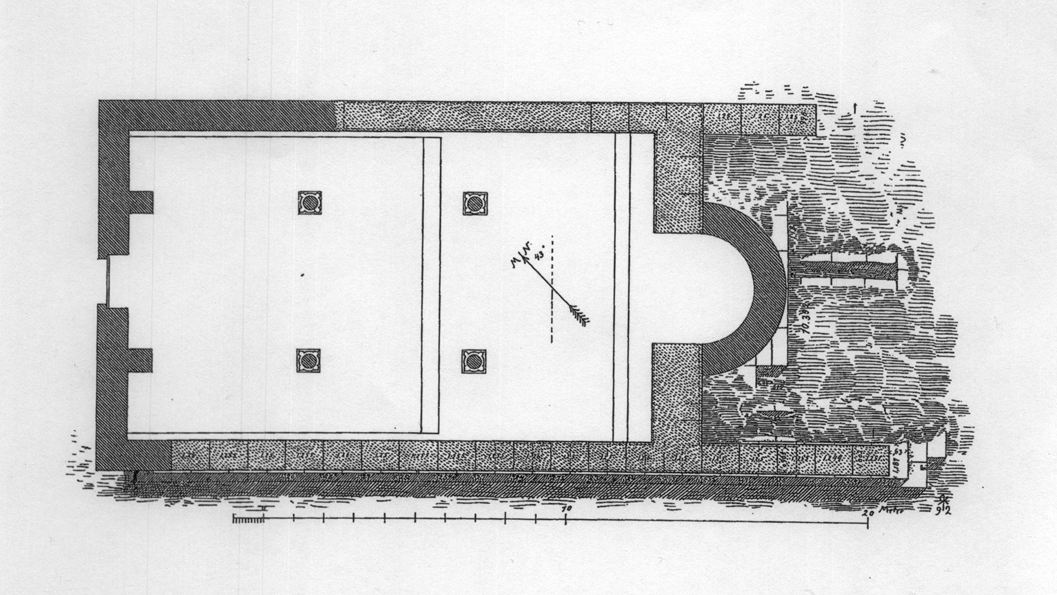
Sant Blai (Temple de Demèter)
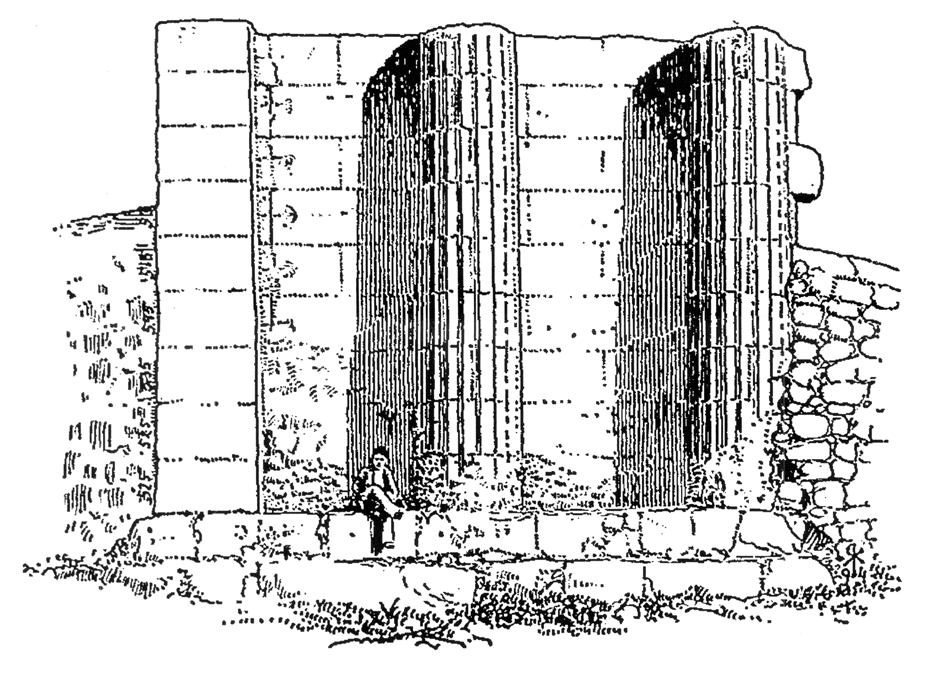
Temple d'Asclepi
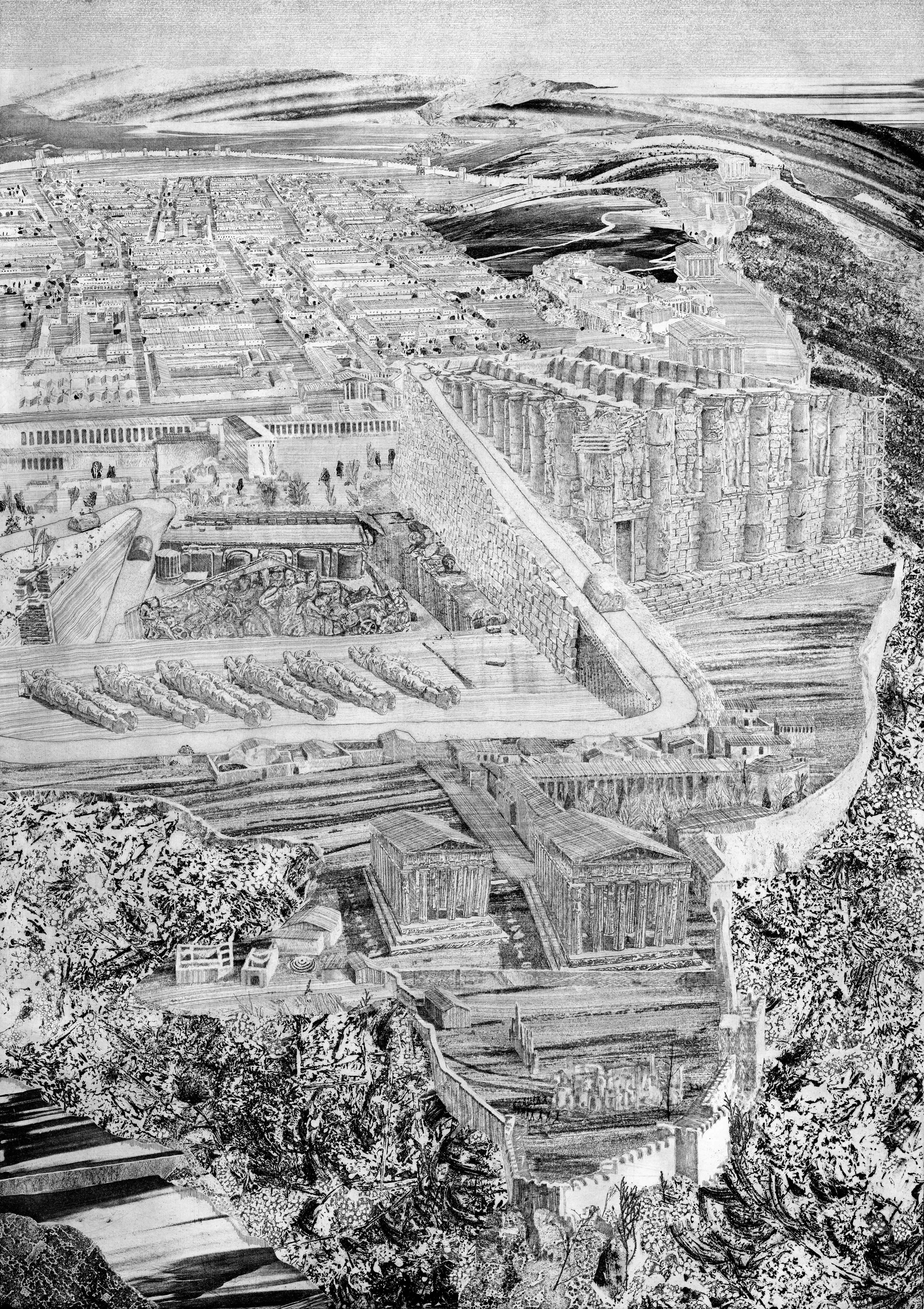
Acragant 406 aC